# Gramática del húngaro
Este artículo trata la gramática del idioma húngaro (en húngaro: magyar nyelvtan) apoyándose en un texto original convenientemente troceado, anotado y con enlaces a la gramática pertinente en cada caso.

## Comparación con el español
Lo primero que hay que entender es que el húngaro no pertenece a la familia de lenguas indoeuropeas, sino a la familia de lenguas urálicas, razón por la cual no debe extrañarnos que tanto su vocabulario como su fonética y gramática nos sean ajenas. Para hacer una comparación con lenguas no tan desconocidas para los hispanoparlantes, la gramática del húngaro tipológicamente está más cerca del turco: ambas son lenguas aglutinantes, aunque no parece que estén genéticamente relacionadas. Entre las características especiales del idioma húngaro destacan:
- Rico en consonantes.
- Todos los fonemas pueden ser cortos o largos, lo que recuerda a los puntos y rayas del código Morse. La grafía acentúa las vocales largas (á, ő) y dobla las consonantes (pp, kk). Los dígrafos sz, ny, etc. y el trígrafo dzs solo doblan la primera letra: ssz, ddzs); aunque estos últimos cuando se separan al final del renglón, se escriben dos veces: p. ej., öccse 'su hermano menor' → öcs- cse.
- Sus catorce vocales pueden dividirse así en siete cortas (a, e, i, o, ö, u, ü) y siete largas (á, é, í, ó, ő, ú, ű) según su cantidad. Cabe añadir también que la a corta se pronuncia mucho más cerrada y la e corta, mucho más abierta que sus correspondientes largas (la a corta se acerca más bien a una o abierta).
- Sin embargo a diferencia del español, carece de diptongos. Los diptongos de los préstamos del latín y griego son generalmente pronunciados como dos sílabas autó "automóvil, coche", Európa - /a-u-tó/ y /e-u-ró-pa/. También se encuentra -menos frecuentemente- la pronunciación de au y eu como una /larga a/ y /larga e/ - /aa-tó/ y /ee-ró-pa/.[1]
- Armonía vocálica. Las vocales pueden dividirse a su vez en anteriores (e, é, i, í, ö, ő, ü, ű) y posteriores (a, á, o, ó, u, ú). Esta es una división importante porque en su mayoría las palabras húngaras no compuestas toman sus vocales de uno u otro conjunto, siendo a su vez palabras anteriores (autó) o posteriores (gyümölcs: fruta).
- El acento no tiene valor fonológico y generalmente recae en la primera sílaba de las palabras, aunque no es tan marcado como en español.
- Aunque tiene palabras como madre: anya, padre: apa, yegua: kanca, y algunos cargos se sufijan con nő / né (mujer/esposa) para aclarar el sexo de la persona en cuestión, no existe el género gramatical: ő se traduce como él / ella / ello, y su plural ő|k, como ellos / ellas.
- Los adjetivos no concuerdan con el nombre al que preceden ni en número ni en caso. Usados atributivamente, sí concuerdan en número
- Es una lengua aglutinante, lo que quiere decir que hay una fuerte tendencia a que  las palabras estén formadas por un gran número de morfemas concatenados, donde cada morfema tiene una sola función: marca de plural, casos, posesivos, verbales, etc. Los sufijos acostumbran a presentarse en pares anterior/posterior, para mantener la armonía de la palabra
- Con 25 casos, el papel de cada parte de la oración queda suficientemente claro para que el orden de sus piezas constitutivas pueda ser libre, si bien esta fluidez sirve a un segundo propósito: sobresaltar parte de la oración. Es como si las oraciones acarrearan un segundo significado, un doble fondo.
- El plural se forma añadiendo una -k (cuando la palabra termina en consonante, se intercala una vocal epentética) a la palabra en cuestión. Sin embargo, cuando la pluralidad queda clara por otros medios, omiten la -k. No dicen CINCO gato[s] (plural) sino CINCO gato[] (singular)
- No hay preposiciones, solo cuenta con posposiciones
- A primera vista, su sistema verbal parece más sencillo que el del castellano. El indicativo tiene un presente, un pasado y un futuro (compuesto; salvo para el verbo en función de "ser"); el condicional un presente y un pasado (compuesto) y el subjuntivo que hace las veces de imperativo un presente. Pero la armonía vocálica, por un lado, la doble conjugación (indefinida vs. definida), los prefijos verbales, infinitivos personales, participios pasado, presente y futuro y una persona sintética que compendia el sujeto "yo" con el objeto "tú/vosotros", complican el panorama. Por otro lado, carece del verbo "tener" y del matiz "ser/estar". La posesión se expresa con una estructura [(dativo del poseedor) van objeto|sufijo-posesivo] que literalmente significa "para mi / ti / él, etc. hay mi / tu / su / etc. objeto". El pasivo, en cambio, se indica usando ora el nombre az ember - hombre/persona (p. ej., Az ember nem tud|hat|ja "No se puede saber", literalmente: 'El hombre no puede saberlo'), ora la tercera persona del plural. Van hace las veces de "ser" y de "estar".

## Notación
| =             | separador de palabras: nap=tár |
| \|            | separador de afijos: nap\|pal |
| _             | agrupa en una palabra virtual española la traducción de una húngara, para que la correspondencia sea una a una y facilitar la interpretación de las traducciones |
| {}            | agrupa prefijo y raíz verbal cuando están separados |
| ()            | texto opcional: (opcional) |
| /             | separador de opciones: así / asá |
| []            | texto obligatorio: [obligatorio] |
| ~             | representa la palabra en cuestión: meg: ~van, ~tanul |
| 1 / 2 / 3 psd | nª persona de singular definido |
| 1 / 2 / 3 ppi | nª persona del plural indefinido |
| B             | consonante |
| C             | consonante |
| @             | vocal |
| A             | vocal corta |
| Á             | vocal larga |
| a, b, c,... z | esa letra en particular |
| x > y         | x se convierte en y |

## Fonética

### Abecedario

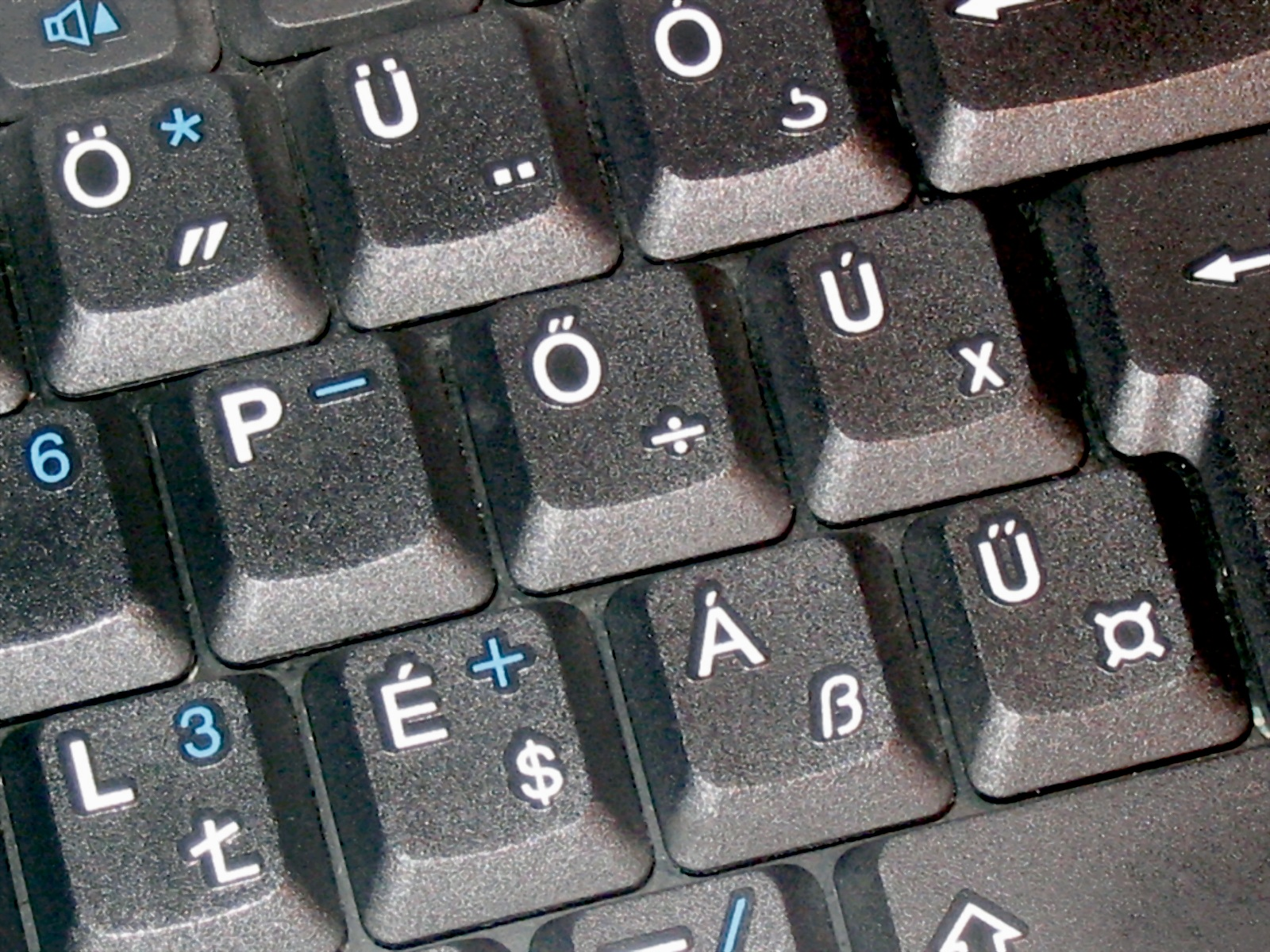
Teclado húngaro.

A, Á, B, C, Cs, D, Dz, Dzs, E, É, F, G, Gy, H, I, Í, J, K, L, Ly, M, N, Ny, O, Ó, Ö, Ő, P, (Q), R, S, Sz, T, Ty, U, Ú, Ü, Ű, V, (W), (X), (Y), Z, Zs.
Notas
- Los dígrafos y trígrafos se ordenan aparte. Por ejemplo, cs se coloca tras la c y no entre cr y ct.
- Las letras entre paréntesis solo aparecen en palabras extranjeras.
- No se distingue entre vocal breve-larga a la hora de ordenar alfabéticamente.

Notas sobre los apellidos de ortografía tradicional
- En estos pueden aparecer además los dígrafos ch, cz/tz, gh, th, ts que corresponden a las letras cs, c, g, t, cs actuales.
- Los dígrafos vocálicos aá, eé, oó, öő en algunos apellidos corresponden a á, é, ó, ő en cuanto a su pronunciación.

### Armonía vocálica
Las vocales húngaras se dividen en:

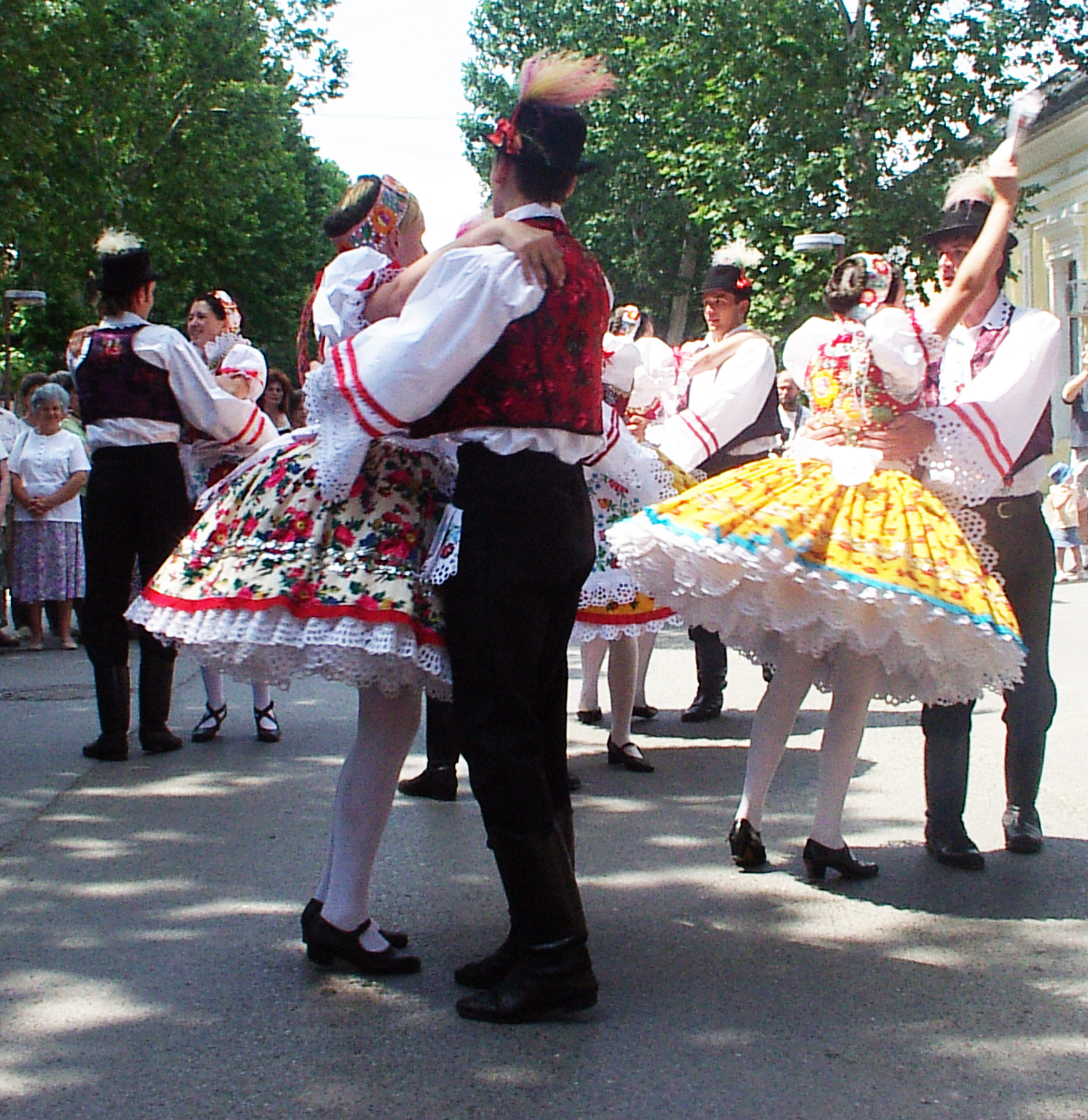
Csárdás.

- Posteriores: a, á, o, ó, u, ú. Truco nemotécnico: basta con recordar la palabra autó.
- Anteriores: e, é, i, í, ö, ő, ü, ű que a su vez se subdividen en:
  - Redondeadas: ö, ő, ü, ű
  - No redondeadas: e, é, i, í

Normalmente las palabras húngaras no compuestas toman su vocales del conjunto posterior o anterior, es lo que se llama armonía vocálica. Al flexionar las palabras, hay que seguir las siguientes reglas para conservar dicha armonía:
- En palabras compuestas, el último componente es el decisivo: gyógy-szer:medicamento (anterior), könyv-tár:biblio-teca (posterior)
- Los prefijos verbales no armonizan con la raíz: meg, be, össze, létre.
- Los sufijos pueden tener de una a cinco versiones:
  - Una: temporal –kor, causal-final –ért, terminativo –ig, etc.
  - Dos: inesivo ban / ben, sublativo ra / re, dativo nak / nek, etc.
  - Tres: alativo hoz / hez / höz, superesivo on / en / ön, etc.
  - Cinco: nominativo plural k / ok / ak / ek / ök, etc. Aquí las versiones con vocal se suelen añadir a componentes terminados en consonante para facilitar la pronunciación. Ver la descripción de cada caso para saber que vocal usar aunque normalmente el uso de a es excepcional.
- Lógicamente los sufijos con una versión tampoco armonizan
- Los sufijos con dos versiones usan la anterior con componentes anteriores y la posterior con posteriores.
- Los sufijos con tres versiones usan la posterior con componentes posteriores, la redondeada si la vocal inmediatamente anterior al sufijo lo es también y la no redondeada en el resto de los casos.
- Hay unas cuantas palabras que no armonizan, p.ej. leány (muchacha): con ellas se suele utilizar la versión posterior de los sufijos.

### Acento
Se ha creído que el acento léxico del húngaro recae siempre en la primera sílaba de las palabras. En realidad el húngaro carece de acento léxico y, si bien en el habla espontánea se suele acentuar generalmente la primera sílaba, el acento prosódico puede recaer sobre cualquiera, dependiendo del contexto y el foco. Por ejemplo, si a una palabra del discurso se quiere darle énfasis, es su última sílaba la que se acentúa (sílabas acentuadas en negrita): Ő katona volt? Nem, ő katona! '¿Él era soldado? No, él ES soldado'. La acentuación depende también del estilo del habla. En el registro neutral de los medios de comunicación, normalmente no se acentúa ninguna de las palabras, aunque muchas veces se puede percibir una elevación del tono y una mayor intensidad en la última sílaba de las frases.

## Morfología

### Artículo definido
El artículo definido es a para palabras empezadas en consonante (incluyendo la h) y az para las que comienzan en vocal. No tiene plural ni, por supuesto, género y no se declina. Corresponde a nuestros el, los, la, las, lo.
| Ejemplos |
| --- |
| Kapar\|gat\|t\|a bicská\|já\|val a rozsdá\|s drót\|ok\|at. Rasp\|aba navaja\|su\|con los óxido\|oxidado alambre\|s. Raspaba con su navaja los alambres oxidados. -{Csuk\|ja be} az összes ablak\|ot. -{Cierre} las todas ventana\|s -Cierre todas las ventanas A cseléd\|et nem érdekel\|t\|e a dolog, vagy nem mutat\|t\|a. La criada\|a no interes\|aba el asunto, o no lo_mostr\|aba. A la criada no le interesaba el asunto o no lo mostraba. |

### Artículo indefinido
| Ejemplos |
| UNO / UNA |
| --- |
| Kegyed\|et egy omnibusz\|ban lát\|tam elő\|ször. A_su_merced un omnibus\|en vi la_primera_vez. Vi a su Merced en un omnibus la primera vez. Egy\|et lép\|ett az ajtó felé. Un (paso) dio la puerta hacia. Dio un paso hacia la puerta. |
| UNOS / UNAS |
| Néhány szó a tigris\|ek\|ről. Unas palabra los tigre\|s\|sobre. Unas palabras sobre los tigres. Néhány ember el\|tűn\|t, de ki {ve\|gye észre}? Unas persona desaparecieron, ¿pero quién se_da_cuenta? A Professzor félszeg\|en el\|mosoly\|od\|ott, s egy=pár ért\|het\|etlen szó\|t dadog\|ott. El profesor torpemente sonrió y un=par incomprensible palabra balbuceó. El profesor sonrió torpemente y balbuceó unas palabras incomprensibles. |

### Pronombres

#### Personales
Flexión
| Caso                    | Yo                          | Tú                         | Él Ella Ello                 | Nosotros Nosotras              | Vosotros Vosotras              | Ellos Ellas                     |
| ----------------------- | --------------------------- | -------------------------- | ---------------------------- | ------------------------------ | ------------------------------ | ------------------------------- |
| Nominativo              | én                          | te                         | ő                            | mi                             | ti                             | ők                              |
| Genitivo                | az én ~(@)m / ~((j)[a/e])im | a te ~(@)d / ~((j)[a/e])id | az ő ~(j)[a/e]/ ~((j)[a/e])i | a mi ~(u/ü)nk / ~((j)[a/e])ink | a ti ~(@)tok / ~((j)[a/e])itok | az ő ~(j)[u/ü]k / ~((j)[a/e])ik |
| Acusativo               | en\|gem(et)                 | té\|ged(et)                | ő\|t                         | mi\|nk\|et benn\|ünk\|et       | ti\|tek\|et benn\|etek\|et     | ő\|k\|et                        |
| Sufijos posesivos       | (a/o)m (e/ö)m               | (a/o)d (e/ö)d              | (j)a (j)e                    | (u)nk (ü)nk                    | (a/o)tok (e)tek (ö)tök         | (j)uk (j)ük                     |
| Ablativo                | től\|em                     | től\|ed                    | től\|e                       | től\|ünk                       | től\|etek                      | től\|ük                         |
| Adesivo                 | nál\|am                     | nál\|ad                    | nál\|a                       | nál\|unk                       | nál\|atok                      | nál\|uk                         |
| Alativo                 | hozzá\|m                    | hozzá\|d                   | hozzá\|(ja)                  | hozzá\|nk                      | hozzá\|tok                     | hozzá\|juk                      |
| Causal-Final            | ért\|em                     | ért\|ed                    | ért\|e                       | ért\|ünk                       | ért\|etek                      | ért\|ük                         |
| Dativo                  | nek\|em                     | nek\|ed                    | nek\|i                       | nek\|ünk                       | nek\|tek                       | nek\|ik                         |
| Delativo                | ról\|am                     | ról\|ad                    | ról\|a                       | ról\|unk                       | ról\|atok                      | ról\|uk                         |
| Elativo                 | belől\|em                   | belől\|ed                  | belől\|e                     | belől\|ünk                     | belől\|etek                    | belől\|ük                       |
| Ilativo                 | belé\|m                     | belé\|d                    | belé\|(je)                   | belé\|nk                       | belé\|tek                      | belé\|jük                       |
| Inesivo                 | benn\|em                    | benn\|ed                   | benn\|e                      | benn\|ünk                      | benn\|etek                     | benn\|ük                        |
| Instrumental-Comitativo | vel\|em                     | vel\|ed                    | vel\|e                       | vel\|ünk                       | vel\|etek                      | vel\|ük                         |
| Sublativo               | rá\|m                       | rá\|d                      | rá\|(ja)                     | rá\|nk                         | rá\|tok                        | rá\|juk                         |
| Superesivo              | rajt\|am                    | rajt\|ad                   | rajt\|a                      | rajt\|unk                      | rajt\|atok                     | rajt\|uk                        |

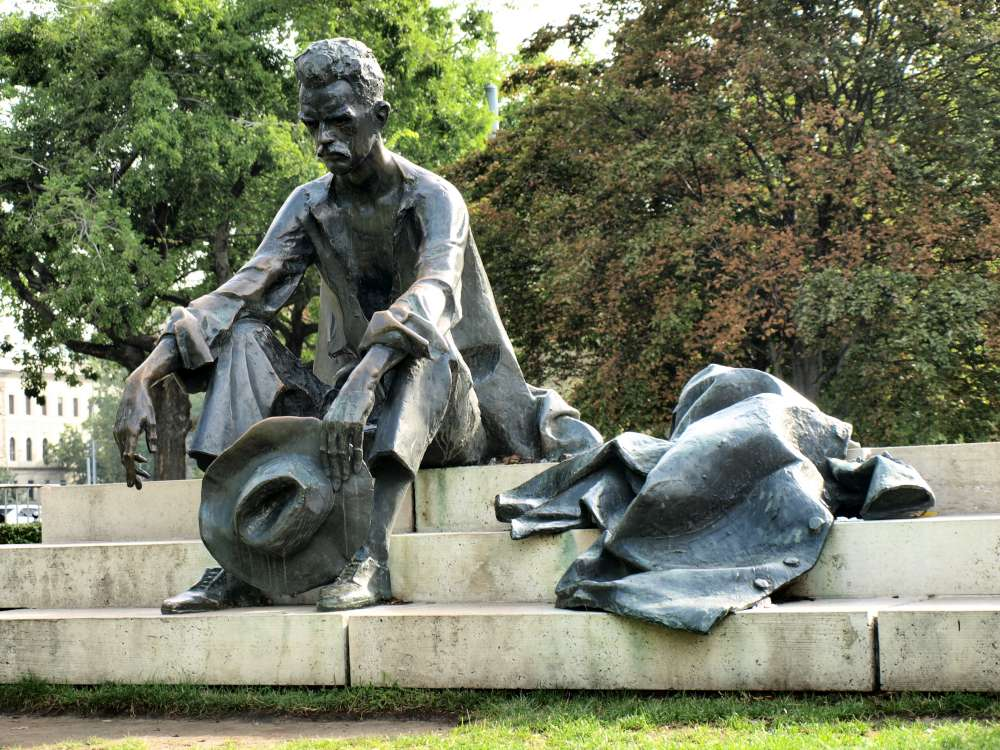
Estatua del poeta Attila József.

Nótese que únicamente el genitivo y el acusativo recuerdan al nominativo, el resto se forman con el sufijo de caso + sufijo posesivo.
| "Usted"  | Común | Culto |
| -------- | ----- | ----- |
| Singular | maga  | Ön    |
| Plural   | maguk | Önök  |

#### Demostrativos
Son ez:este y az:ese/aquel, sus plurales ez|ek y az|ok y su paradigma flexivo el siguiente:
| Caso                    | Sufijo    | Ese/a Aquel(la) | Esos/as Aquellos/as | Este/a          | Estos/as     |
| ----------------------- | --------- | --------------- | ------------------- | --------------- | ------------ |
| Nominativo              | 0         | az              | az\|ok              | ez              | ez\|ek       |
| Plural                  | k         | az\|ok          | -                   | ez\|ek          | -            |
| Ablativo                | tól / től | at\|tól         | az\|ok\|tól         | et\|től         | ez\|ek\|től  |
| Acusativo               | t         | az\|t           | az\|ok\|at          | ez\|t           | ez\|ek\|et   |
| Adesivo                 | nál / nél | an\|nál         | az\|ok\|nál         | en\|nél         | ez\|ek\|nél  |
| Alativo                 | hoz / hez | ah\|hoz         | az\|ok\|hoz         | eh\|hez         | ez\|ek\|hez  |
| Causal-Final            | ért       | az\|ért         | az\|ok\|ért         | ez\|ért         | ez\|ek\|ért  |
| Dativo                  | nak / nek | an\|nak         | az\|ok\|nak         | en\|nek         | ez\|ek\|nek  |
| Delativo                | ról / ről | ar\|ról         | az\|ok\|ról         | er\|ről         | ez\|ek\|ről  |
| Elativo                 | ból / ből | ab\|ból         | az\|ok\|ból         | eb\|ből         | ez\|ek\|ből  |
| Esivo-Formal            | ként      | ak\|ként        | az\|ok\|ként        | ek\|ként        | ez\|ek\|ként |
| Formal                  | képp(en)  | ak\|képpen      | -                   | ek\|képpen      | -            |
| Genitivo                | nak / nek | an\|nak         | az\|ok\|nak         | en\|nek         | ez\|ek\|nek  |
| Ilativo                 | ba / be   | ab\|ba          | az\|ok\|ba          | eb\|be          | ez\|ek\|be   |
| Inesivo                 | ban / ben | ab\|ban         | az\|ok\|ban         | eb\|ben         | ez\|ek\|ben  |
| Instrumental-Comitativo | val / vel | av\|val az\|zal | az\|ok\|kal         | ev\|vel ez\|zel | ez\|ek\|kel  |
| Sublativo               | ra / re   | ar\|ra          | az\|ok\|ra          | er\|re          | ez\|ek\|re   |
| Superesivo              | n         | az\|on          | az\|ok\|on          | ez\|en          | ez\|ek\|en   |
| Temporal                | kor       | ak\|kor         | -                   | ek\|kor         | -            |
| Terminativo             | ig        | add\|ig         | az\|ok\|ig          | edd\|ig         | ez\|ek\|ig   |
| Translativo             | vá / vé   | az\|zá          | az\|ok\|ká          | ez\|zé          | ez\|ek\|ké   |

Los demostrativos concuerdan en número, caso e incluso posposición con el sustantivo al que preceden.
| Ejemplos |
| --- |
| az a kocsi Ese coche az\|ok a kocsi\|k Esos coches az\|ok\|ban a kocsi\|k\|ban En esos coches a mögött a kocsi mögött Detrás de ese coche |

E: De los ejemplos siguientes:
| a) E boldog\|talan hónap\|ok\|ban csak teng\|ett-leng\|ett. Este alegre\|in- mes\|es\|en sólo andaba_a_la_que_salta En esos tristes meses solo andaba a la que salta b) Anna e négy nap alatt minden munká\|já\|t el\|vég\|ez\|te, mely\|et rá\|bíz\|tak. Anna este cuatro día durante todo trabajo\|su \|fin\|finalizar\|-ó, que encomendaban. Anna durante esos cuatro días completó todas las faenas que se le encargaron. |

se desprende que e es la forma invariable literaria de ez a(z) ya que:
- en a) no se declina ni por número ni por caso
- en b) no es seguida por posposición

#### Reflexivos
Son, anecdoticamente, la forma posesivada del nombre mag:semilla, así pues significan literalmente: mi semilla, tu semilla, etc. La a final de maga se alarga convenientemente al sufijarlo y la vocal de enlace del acusativo es en los demás casos a. Es considerado un objeto definido.
|            | me          | te          | se        | nos          | os            | se          |
| ---------- | ----------- | ----------- | --------- | ------------ | ------------- | ----------- |
| Nominativo | mag\|am     | mag\|ad     | mag\|a    | mag\|unk     | mag\|atok     | mag\|uk     |
| Acusativo  | mag\|am(at) | mag\|ad(at) | mag\|á\|t | mag\|unk\|at | mag\|atok\|at | mag\|uk\|at |
| Superesivo | mag\|am\|on | mag\|ad\|on | mag\|á\|n | mag\|unk\|on | mag\|atok\|on | mag\|uk\|on |

| Ejemplos |
| --- |
| Sose fáraszd mag\|ad\|at, jó ember. Nunca canses te, buen hombre. Nunca te canses, buen hombre. Má\|ig is bámul\|om mag\|am\|at. Hoy\|hasta asombro me. Hasta hoy me asombro. Ken\|ik mag\|uk\|at jó illat\|ú kenõcs\|ök\|kel. Untan se bien oliente loción\|es\|con. Se untan con lociones perfumadas. |

#### Recíprocos
Es egymás. Se declina según el paradigma de los nombres. En nominativo solo pueden aparecer seguido de posposición. No tiene plural.
| Ejemplos |
| --- |
| A tánc\|os\|ok eleinte csak egymás kez\|é\|t fog\|ják Los baile\|bailarín\|es al_principio solo se cogen de las manos ... és egymás szem\|é\|be néz\|ve y mirándose a los ojos... A tiszt\|ek egymás után {tűn\|nek elő} Los oficial\|es uno tras otro aparecen Los oficiales aparecen uno tras otro Az állat\|ok ismer\|ik egymás\|t, az ember nem Los animal\|es conocen se, el hombre no Los animales se conocen, el hombre no |

#### Posesivos
El plural del pronombre posesivo de la primera persona del singular tiene principalmente dos formas: una de uso común (enyémek) y otra literaria (enyéim) que se usa en el lenguaje de la prensa y los medios y en el ámbito elevado o muy culto.
|         |                 | ~s                |
| ------- | --------------- | ----------------- |
| mío     | enyém           | enyémek/ enyé\|im |
| tuyo    | tied / tiéd     | tieid             |
| suyo    | övé             | övéi              |
| nuestro | mienk / miénk   | mieink            |
| vuestro | tietek / tiétek | tieitek           |
| suyo    | övék            | övéik             |

| Ejemplos |
| --- |
| Semmi\|m sincs és minden az enyém. Nada\|mi no_tengo y todo (es) lo mio. Nada tengo y todo es mio. de {szabad\|ít\|s meg} a gonosz\|tól, mert tiéd az Ország, a hat\|alom és a dicső\|ség. y libre\|librar\|libranos el mal\|de, porque tuyo el Reino, el poder y la gloria. y libranos del mal, porque tuyo es el Reino, el poder y la gloria. Más világ\|ok mint a mienk. Otros mundo\|s como el nuestro. Száll\|jon az én lelk\|em\|mel a tietek is, magyar fiú\|k, magyar leány\|ok! ¡Vuele la alma\|mi\|con la vuestra también, húngaro chicos, húngara chicas! ¡Vuele con mi alma la vuestra también, chicos y chicas húngaros A munká\|s\|ok pláne gazdag\|ok isten\|ek\|ben. Övék a munka és a jöv\|õ hit\|e Los trabajador\|es (son) especialmente rico\|s dios\|es\|en. Suyos (son) el trabajo y la futuro fe\|de Los trabajadores son especialmente ricos en dioses. Suyos son el trabajo y la fe de futuro. |

#### Indefinidos
|          | mi                                              | ki           | milyen       | mely(ik)       | hány(adik)  | egyik       |
| -------- | ----------------------------------------------- | ------------ | ------------ | -------------- | ----------- | ----------- |
|          | mi(féle) me\|kkora me\|nnyi mi\|csoda mi\|fajta | ki ki\|csoda | milyen       | mely(ik)       | hány(adik)  | egyik       |
| a        | a\|mi a\|me\|kkora a\|me\|nnyi                  | a\|ki        | a\|milyen    | a\|mely(ik)    | a\|hány     |             |
| vala     | vala\|mi(féle) vala\|me\|kkora vala\|me\|nnyi   | vala\|ki     | vala\|milyen | vala\|mely(ik) | vala\|hány  |             |
| sem      | sem\|mi(féle) se\|me\|kkora se\|me\|nnyi        | sen\|ki      | sem\|milyen  | se\|mely(ik)   | se\|hány    |             |
| akár     | akár\|mi                                        | akár\|ki     | akár\|milyen | akár\|mely(ik) | akár\|hány  |             |
| bár      | bár\|mi                                         | bár\|ki      | bár\|milyen  | bár\|mely(ik)  | bár\|mennyi |             |
| mind(en) | mind(en)                                        | minden\|ki   |              |                |             | mind\|egyik |
| ilyes    | ilyes\|mi                                       |              |              |                |             |             |

#### Numerales

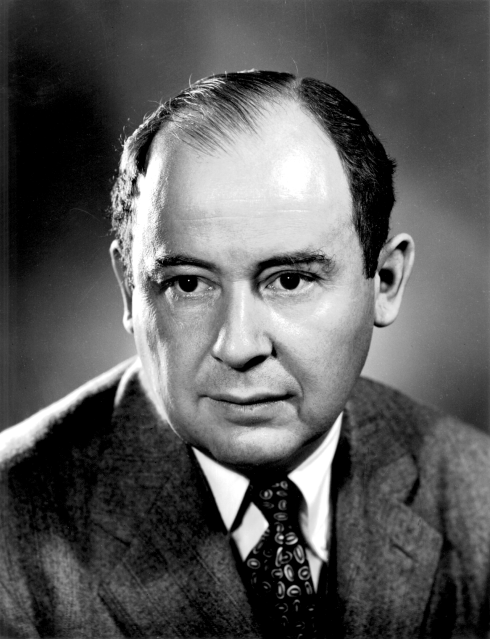
John von Neumann.

| Núm  | Ordinal   | Fraccional (Cardinal) | Número x      | Acusativo     | Repetitivo      | Pronombre         |
| ---- | --------- | --------------------- | ------------- | ------------- | --------------- | ----------------- |
|      |           | (a/e)d(ik)            | (o/a/e/ö)s    | (a/e)t        | szer/szor/ször  | (o/a/e/ö)n        |
| 1    | egy       | első                  | egy\|es       | egy\|et       | egy\|szer       |                   |
| 2    | kettő/két | más\|od(ik)           | kett\|es      | kettő\|t      | két\|szer       | kett\|en          |
| 3    | három     | harm\|ad(ik)          | hárm\|as      | hárm\|at      | három\|szor     | hárm\|an          |
| 4    | négy      | negy\|ed(ik)          | négy\|es      | négy\|et      | négy\|szer      | négy\|en          |
| 5    | öt        | öt\|öd(ik)            | öt\|ös        | öt\|öt        | öt\|ször        | öt\|en            |
| 6    | hat       | hat\|od(ik)           | hat\|os       | hat\|ot       | hat\|szor       | hat\|an           |
| 7    | hét       | het\|ed(ik)           | het\|es       | het\|et       | hét\|szer       | het\|en           |
| 8    | nyolc     | nyolc\|ad(ik)         | nyolc\|as     | nyolc\|at     | nyolc\|szor     | nyolc\|an         |
| 9    | kilenc    | kilenc\|ed(ik)        | kilenc\|es    | kilenc\|et    | kilenc\|szer    | kilenc\|en        |
| 10   | tíz       | tiz\|ed(ik)           | tíz\|es       | tiz\|et       | tíz\|szer       | tíz\|en           |
| 20   | húsz      | husz\|ad(ik)          | húsz\|as      | húsz\|at      | húsz\|szor      | húsz\|an          |
| 30   | harminc   | harminc\|ad(ik)       | harminc\|as   | harminc\|at   | harminc\|szor   | harminc\|an       |
| 40   | negy\|ven | negy\|ven\|ed(ik)     | negy\|ven\|es | negy\|ven\|et | negy\|ven\|szer | negy\|ven\|en     |
| 100  | száz      | száz\|ad(ik)          | száz\|as      | száz\|at      | száz\|szor      | száz\|an          |
| 1000 | ezer      | ezr\|ed(ik)           | ezr\|es       | ezr\|et       | ezer\|szer      | ezr\|en           |
| 106  | millió    | millio\|m\|od(ik)     | millió\|s     | millió\|t     | millió\|szor    | millió\|an        |
| 109  | milliárd  | milliárd\|od(ik)      | milliárd\|os  | milliárd\|ot  | milliárd\|szor  | milliárd\|nyi\|an |

### Sustantivos

#### Plural
De los siguientes ejemplos se deduce que...
| 1) A nagy=hatalm\|ak ez\|t nem enged\|ik. Las grande=potencia\|s esto no permiten. Las grandes potencias no permiten esto. 2) Tatár\|ék sétá\|l\|nak, a kis\|ebb leány\|uk nélkül, a=ki már férj\|hez men\|t. Los_Tatár paseo\|pasear\|pasean, la pequeña\|mas hija\|su sin, quien ya marido\|a fue. Los Tatár pasean sin su hija menor, que ya se ha casado. 3) Visel\|i a meg\|aláz\|tat\|ás\|t a feleség\|e miatt s Etel növek\|vő szeszély\|ei\|t. Soporta la humillación la esposa\|su por y Etel creciente antojo\|s_sus. Soporta la humillación por su esposa y los crecientes caprichos de Etel. 4) De vonás\|ai egyszerre ki\|simul\|tak. Pero rasgo\|s\|sus de_un_golpe se_desarrugan. Pero sus rasgos se desarrugan repentinamente. 5) Kar\|jai\|ról vastag arany=lánc\|ok lóg\|tak. Brazo\|s_sus\|de grueso oro=cadena\|s cuelgan. Cuelgan de sus brazos gruesas cadenas de oro. 6) Mind=hárm\|an meg\|áll\|tak. Todos=tres se_detienen. Los tres se detienen. 7) Mind a két hely\|en majd=nem más=fél év\|ig. Todo el dos sitio\|sobre luego=no otro=medio año\|hasta. En ambos sitios hasta casi un año y medio. 8) Német kis=asszony ügy\|el a három Druma csemeté\|re, a=ki szép\|en fejlőd\|ik. Alemán pequeña=señora asunto\|vigilar el tres Druma vástago\|sobre, quien bello\|mente crecen. Una señorita alemana cuida de los tres retoños de Druma, que crecen bien. 9) Nemzet=köz\|i meg\|száll\|ás lesz: olasz\|ok, franciá\|k, angol\|ok. Nación=entre ocupación habrá: italiano\|s, francés\|es, inglés\|es. Habrá una ocupación internacional: italianos, franceses, ingleses. 10) Jobb\|ra-bal\|ra köszönt\|ötték ismer\|ős\|ök, ismer\|etlen\|ek. Derecha\|a-izquierda\|a saludaban conocer\|conocido\|s, conocer\|desconocido\|s. A ambos lados saludaban conocidos y desconocidos. 11) Stefi még itt szolgá\|l, de szem=üveg\|et hord, mert gyöng\|ül a szem\|e. Stefi todavía aquí sirve, pero ojo=cristal lleva, porque se_ha_debilitado el ojo\|su. Stefi todavía trabaja aquí pero lleva gafas porque su vista se ha deteriorado. 12) Mi\|kor a lak\|ás minden ablak\|a {be volt csuk\|va}, Vizy oda\|lép\|ett Katicá\|hoz Cuando la casa todas ventana\|su {estuvieron cerradas}, Vizy dirigió Katica\|hacia Cuando todas las ventanas de la casa estuvieron cerradas, Vizy se acercó a Katica 13) egy negy\|ed kiló orosz teá\|t, papír=zacskó\|ban egy kiló lencsé\|t, két doboz belga szardíniá\|t. un cuatro\|cuarto kilo ruso té, papel=bolsa\|en un kilo lenteja, dos lata belga sardina. un cuarto de kilo de té ruso, un kilo de lentejas en una bolsa de papel, dos latas de sardinas belgas 14) a pasi le\|szúr\|t egy csomó dollár\|t, mely\|et Jancsi könnyedén a mellény=zseb\|é\|be gyűr\|t. el tipo apuñaló un montón dolar, que Jancsi fácilmente el chaleco=bolsillo\|su\|en metió. el tipo apuñaló un puñado de dólares que Jancsi se metió en el bosillo de su chaleco fácilmente |

- El plural de los sustantivos posesivados es –i (3-5) y –k el del resto (1, 5b, 9, 10)
- La vocal de enlace, si la hay, es variada (a: 1; o: 5, 8; e: 10; ö:10). Las reglas se exponen a continuación
- Cuando la pluralidad es patente por otros medios: numerales (7, 8),  pronombres indeterminados (12), locuciones adverbiales de cantidad (13, 14) la marca del plural se omite y eventualmente el verbo se conjuga en singular (12)
- Los sujetos con sufijo –ék (2) traducido como los X o la familia X exigen plural del verbo
- El singular de szem:ojo y otras partes del cuerpo que vienen en pares: láb:pierna, kéz: mano, etc. hacen referencia en realidad a ambos ojos, piernas, manos. Un ojo se traduce como fél szem literalmente medio ojo
- El pronombre relativo (8, 14) concuerda en número con el núcleo del objeto
- El plural dispara los cambios en la raíz (1)

FormaciónPrimero tienen lugar los cambios radicales tipo:
- ló:caballo > lov-
- tó:lago > tav-
- kéz:mano > kez-
- álom:sueño > álm-

Después, si la última letra es:
- Vocal: Sufijar –k alargando las a/e/o finales
- Consonante. Si la palabra (o la última de una compuesta) es:
  - Posterior. Si pertenece al conjunto formado por:
    - Derivados de –alom. forg|alom:tráfico > forg|alm-
    - ló > lov
    - tó > tav
    - madár:pájaro > madar
    - ág:rama, agy:cerebro, ágy:cama, agyar:colmillo, alj:platillo, áll:barbilla, ár:precio, árny:sombra, arany:oro, díj:premio, fal:pared, fog:diente, gally:ramo, gát:dique, gyár:fábrica, had:ejército, haj:cabello, háj:grasa, hal:pescado, hárs:tilo, hát:espalda, ház:casa, héj:cáscara, hold:luna, hossz:largo, íj:arco, kád:bañera, láb:pierna, láz:fiebre, lyuk:agujero, máj:hígado, máz:barniz, nád:caña, nyáj:rebaño, nyak:cuello, nyárs:asador, olaj:aceite, oldal:lado, sál:bufanda, sarj:retoño, sav:ácido, szád, száj:boca, szakáll:barba, szál:hilo, szár:tallo, szárny:ala, szarv:cuerno, táj:región, tál:plato, talp:planta, tár:conjunto, tárgy:objeto, társ:compañero, toll:pluma, ujj:dedo, vad:salvaje, vád:acusación, vágy:deseo, vaj:mantequilla, vár:castillo, vas:hierro, váz:armazón, vonal:línea, zár:cerradura
      - Apilar –ak

    - Resto: Añadir –ok

  - Anterior. Si última vocal es:
    - Labial. Emplear –ök Excepto: föld:tierra, fül:oreja, fürj:codorniz, fűz:sauce, hölgy:dama, könny:lágrima, könyv:libro, öt:cinco, ölyv:águila ratonera, örv, öv:cinturón, őz:corzo, rügy:yema, rüh:sarna, szög:ángulo, szörny:monstruo, szügy:pecho, szűz:virgen, tőgy:ubre, törzs:torso, tűz:fuego, ügy:asunto, ürügy:excusa, völgy:valle
    - Palatal. Usar –ek

La formación del plural de los adjetivos difiere ligeramente de lo aquí dicho para los nombres.
El plural de las formas poseídas es i como se verá más abajo.

#### Posesión
Un objeto
| Tipo Raíz |      | Mi            | Tu            | Su        | Nuestro     | Vuestro                | Su (de ellos) |
| Tipo Raíz |      | (a/o)m (e/ö)m | (a/o)d (e/ö)d | (j)a (j)e | (u)nk (ü)nk | (a/o)tok (e)tek (ö)tök | (j)uk (j)ük   |
| --------- | ---- | ------------- | ------------- | --------- | ----------- | ---------------------- | ------------- |
| a>á       | fa   | fá\|m         | fá\|d         | fá\|ja    | fá\|nk      | fá\|tok                | fá\|juk       |
| e>é       | ige  | igé\|m        | igé\|d        | igé\|je   | igé\|nk     | igé\|tek               | igé\|jük      |
| ó>a       | ajtó | ajtó\|m       | ajtó\|d       | ajta\|ja  | ajtó\|nk    | ajtó\|tok              | ajta\|juk     |
| ő>e       | erdő | erdő\|m       | erdő\|d       | erde\|je  | erdő\|nk    | erdő\|tök              | erde\|jük     |
| ó>ov      | ló   | lov\|am       | lov\|ad       | lov\|a    | lov\|unk    | lov\|atok              | lov\|uk       |
| ó>av      | tó   | tav\|am       | tav\|ad       | tav\|a    | tav\|unk    | tav\|atok              | tav\|uk       |
| ÁC>AC     | kéz  | kez\|em       | kez\|ed       | kez\|e    | kez\|ünk    | kez\|etek              | kez\|ük       |
| BAC>BC    | álom | álm\|om       | álm\|od       | álm\|a    | álm\|unk    | álm\|otok              | álm\|uk       |

Más de un objeto
| Tipo Raíz |      | Mis               | Tus               | Sus             | Nuestros            | Vuestros                         | Sus (de ellos)    |
| Tipo Raíz |      | ((j)a)im ((j)e)im | ((j)a)id ((j)e)id | ((j)a)i ((j)e)i | ((j)a)ink ((j)e)ink | ((j)a)itok ((j)e)itek ((j)e)itök | ((j)a)ik ((j)e)ik |
| --------- | ---- | ----------------- | ----------------- | --------------- | ------------------- | -------------------------------- | ----------------- |
| a>á       | fa   | fá\|im            | fá\|id            | fá\|i           | fá\|ink             | fá\|itok                         | fá\|ik            |
| e>é       | ige  | igé\|im           | igé\|id           | igé\|i          | igé\|ink            | igé\|itek                        | igé\|ik           |
| ó>a       | ajtó | ajtó\|im          | ajtó\|id          | ajtó\|i         | ajtó\|ink           | ajtó\|itok                       | ajtó\|ik          |
| ő>e       | erdő | erdő\|im          | erdő\|id          | erde\|i         | erdő\|ink           | erdő\|itek                       | erde\|ik          |
| ó>ov      | ló   | lov\|aim          | lov\|aid          | lov\|ai         | lov\|aink           | lov\|aitok                       | lov\|aik          |
| ó>av      | tó   | tav\|aim          | tav\|aid          | tav\|ai         | tav\|aink           | tav\|aitok                       | tav\|aik          |
| ÁC>AC     | kéz  | kez\|eim          | kez\|eid          | kez\|ei         | kez\|eink           | kez\|eitek                       | kez\|eik          |
| BAC>BC    | álom | álm\|aim          | álm\|aid          | álm\|ai         | álm\|aink           | álm\|aitok                       | álm\|aik          |

ék: Este pequeño sufijo unido a nombres posesivados o no, hace referencia al grupo/colectivo del que éste forma parte. Al añadirlo a la forma del diccionario, el único cambio en la raíz es el alargamiento de la última a / e.
| Ejemplos |
| --- |
| Gómez\|ék\|nél vacsorá\|z\|tam Cené en casa de los Gómez Szomszéd\|om\|ék La "familia" de mi vecino Apá\|ék La gente de padre |

| -é(i) |
| --- |
| Arc\|a kissé meg\|tel\|t, mint a rab\|ok\|é, bőr\|é\|t vala=mi föld-szín sápadt\|ság márvány\|oz\|ta. Cara\|su algo llena, como los esclavo\|s\|la_de, piel\|su algo tierra-color palidez jaspe\|aba. (Era) su cara algo llena, como la de los esclavos, (y) una palidez color tierra jaspeaba su piel. Szagl\|ás\|a, mely él\|es volt, mint a kutyá\|é, tilta\|koz\|ott ellen\|e. Olfato\|su, que agudo era, como el perro\|el_del, protest\|ó contra\|ello. Su ofalto, que era agudo como el de un perro, protestó contra ello. Ez a bolsevizmus utolsó ki\|leng\|és\|e. -Meg a háború\|é - {te\|tte hozzá} Moviszter. Este (es) el bolchevismo último exceso\|de.- Y la guerra\|el_de - añadió Moviszter. Este es el último exceso del bolchevismo.- Y de la guerra - añadió Moviszter. Nagy, kék szeme\|i vol\|tak, egész val\|ó-szín\|ű\|tlen\|ül nagy\|ok, mint a szín\|ész\|ek\|éi, mi\|kor alá\|fest\|ik. Grande, azul ojo\|s tenía, completa e improbablemente grandes, como los actor\|es\|los_de_los, cuando los_pintan. Tenía grandes ojos azules, completa e improbablemente grandes, como los de los actores, cuando se los pintan. |

#### Casos
| Caso                    | Sufijo              | Consonante  | a > á          | e > é      |
| ----------------------- | ------------------- | ----------- | -------------- | ---------- |
| Nominativo              | -                   | nap         | fa             | ige        |
| Plural                  | (o/a/e/ö)k          | nap\|ok     | fá\|k          | igé\|k     |
| Ablativo                | tól/től             | nap\|tól    | fá\|tól        | igé\|től   |
| Acusativo               | (o/a/e/ö)t          | nap\|ot     | fá\|t          | igé\|t     |
| Adesivo                 | nál/nél             | nap\|nál    | fá\|nál        | igé\|nél   |
| Alativo                 | hoz/hez/höz         | nap\|hoz    | fá\|hoz        | igé\|hez   |
| Asociativo              | (o/a)stul/(e/ö)stül | -           | fá\|stul       | igé\|stül  |
| Causal-Final            | ért                 | nap\|ért    | fá\|ért        | igé\|ért   |
| Dativo                  | nak/nek             | nap\|nak    | fá\|nak        | igé\|nek   |
| Delativo                | ról/ről             | nap\|ról    | fá\|ról        | igé\|ről   |
| Distributivo            | (o/a/e/ö)nként      | nap\|onként | fá\|nként      | igé\|nként |
| Distributivo-Temporal   | (o/a)nta/(e/ö)nte   | nap\|onta   | -              | -          |
| Elativo                 | ból/ből             | nap\|ból    | fá\|ból        | igé\|ből   |
| Esivo-Formal            | ként                | nap\|ként   | fa\|ként       | ige\|ként  |
| Esivo-Modal             | ul/ül               | -           | fá\|ul         | igé\|ül    |
| Formal                  | képp(en)            | -           | fa\|képp       | ige\|képp  |
| Genitivo                | 0/nak/nek           | nap\|nak    | fá\|nak        | igé\|nek   |
| Ilativo                 | ba/be               | nap\|ba     | fá\|ba         | igé\|be    |
| Inesivo                 | ban/ben             | nap\|ban    | fá\|ban        | igé\|ben   |
| Instrumental-Comitativo | val/vel             | nap\|pal    | fá\|val        | igé\|vel   |
| Locativo                | (o/e/ö)tt           | Pécs\|ett   | Kolozsvár\|ott | Győr\|ött  |
| Sublativo               | ra/re               | nap\|ra     | fá\|ra         | igé\|re    |
| Superesivo              | (o/e/ö)n            | nap\|on     | fá\|n          | igé\|n     |
| Temporal                | kor                 | nap\|kor    | óra\|kor       | lépte\|kor |
| Terminativo             | ig                  | nap\|ig     | fá\|ig         | igé\|ig    |
| Translativo             | vá/vé               | nap\|pá     | fá\|vá         | igé\|vé    |

Los siguientes nueve casos forman un subconjunto locativo que indica situación o movimiento hacia / desde un punto / superficie / volumen.
|            | Alejamiento                         | Acercamiento                      | Estático                            |
| ---------- | ----------------------------------- | --------------------------------- | ----------------------------------- |
| Punto      | Ablativo -tól/-től desde            | Alativo -hoz/-hez/-höz a [hacia]  | Adesivo -nál/-nél junto a [al lado] |
| Superficie | Delativo -ról/-ről de               | Sublativo -ra/-re sobre [encima]  | Superesivo -on/-en/-ön sobre [en]   |
| Volumen    | Elativo -ból/-ből de [desde dentro] | Ilativo -ba/-be en [para adentro] | Inesivo -ban/-ben en [dentro]       |

El siguiente párrafo está para ordenar las referencias cruzadas que hay al final de los casos.
| - Ablativo -tól/-től - Acusativo -(o/a/e/ö)t - Adesivo -nál/-nél - Alativo -hoz/-hez/-höz/hozzá- - Asociativo -stul/-stül - Causal-Final -ért- - Dativo -nak/-nek- - Delativo -ról-/-ről - Distributivo -(o/a/e/ö)nként - Distributivo-Temporal -(o/a)nta/-(e/ö)nte - Elativo -ból/-ből/belől- - Esivo-Formal -ként - Esivo-Modal -ul/-ül |  | - Formal -képp(en) - Genitivo -/-nak/-nek- - Ilativo -ba/-be/bele- - Inesivo -ban/-ben/benn- - Instrumental-Comitativo -val/-vel- - Locativo -(o/e/ö)tt - Nominativo - - Sublativo -ra/-re/rá- - Superesivo -(o/a/e/ö)n/rajt- - Temporal -kor - Terminativo -ig - Translativo -vá/-vé |

Cabe notar que la distinción entre el ilativo (-ba/-be) e inesivo (-ban/-ben) actualmente está desapareciendo en la lengua hablada, porque la -n final del inesivo ya no se pronuncia en la lengua común —solo en registros muy cultos y elevados—, dando lugar a varios errores y ultracorrecciones, hasta en los medios de comunicación:
- Meghívtuk a *stúdióban 'Lo/la invitamos (hemos invitado) *en el estudio', por Meghívtuk a stúdióba 'Lo/la invitamos (hemos invitado) al estudio' – ultracorrección
- *Iskolába vagyok 'Estoy *a la escuela', en vez de Iskolában vagyok 'Estoy en la escuela' – incorrección.

##### Ablativo
| -tól / -től- |
| ESPACIO |
| --- |
| Föl\|kel\|t az asztal\|tól, dülöngél\|és nélkül felé\|je men\|t Se_levant\|ó la mesa\|de, tambalearse sin hacia\|él fue Se levantó de la mesa, sin tambalearse se le acercó A Nyugat\|i\|tól egyenes\|en a Duna=part\|i szállodá\|ba hajt\|at\|ott La (estación del) Oeste\|desde directa\|mente el Danubio=orilla\|de Hotel\|a conducir\|hizo\|me Desde la estación Oeste me hizo conducir directamente al Hotel a orillas del Danubio |
| ORIGEN |
| Ha meg\|kérdez\|te től\|e, hogy hová megy, honnan jön, csak ennyi\|t mormog\|ott Si pregunt\|aba le, que adónde iba, de_dónde venía, solo eso murmur\|aba Si le preguntaba que adónde iba, de dónde venía, solo eso murmuraba Egy reggel mégis a konyha vér\|től iszam\|ós matrac\|á\|n feküd\|t Una mañana sin_embargo la cocina sangre\|de resbaladizo colchón\|su\|en se_acost\|ó Una mañana sin embargo se acostó en el colchón ensangrentado de la cocina |
| TIEMPO |
| Délután három\|tól fél öt\|ig alud\|t Por_la_tarde (las) tres\|desde (las) cinco\|hasta dormía Dormía desde las tres hasta las cinco de la tarde Anna reggel\|től est\|ig a por és szemét @ glóriá\|já\|ban áll\|ott Anna mañana\|desde tarde\|hasta el polvo y basura gloria\|de\|en est\|aba |
| CAUSA |
| Az öröm\|től vicsorg\|ott La dicha\|de regañ\|aba Regañaba de dicha Az ifjú ügy=véd különben is piros arc\|a láng\|ol\|t a história láz\|á\|tól El joven asunto=defensa además también roja cara\|de llame\|aba la historia temperatura\|su\|por La cara del joven abogado ya de por sí roja, ardía por la picante historia. Tork\|a el\|szorul\|t a keserű\|ség\|től Garganta\|su se_estrech\|ó la amargura\|por Se le hizo un nudo en la garganta por la amargura Anna, a\|ki az elő=szobá\|ban ácsorg\|ott a tűz=hely láng\|já\|tól piros fül\|lel, meg\|hall\|otta ez\|t Anna, quien el delantera=habitación\|en est\|aba la fuego=sitio llama\|su\|de roja oreja\|con, oyó esto Anna, que estaba en el recibidor con las orejas rojas por la llama de la chimenea, oyó esto A test\|i munká\|tól izm\|os bal kar\|já\|val el\|kap\|ta derek\|á\|t El cuerpo\|de trabajo\|por músculo\|so izquierda brazo\|su\|con cog\|ió cintura\|su La cogió de la cintura con su brazo, musculoso por el trabajo físico |
| POSPOSICIONES: fogva, kezdve |
| Hajnal\|tól kezd\|ve süt\|ött-főz\|ött Madrugada\|desde empez\|ando cocin\|aba-guis\|aba Cocinaba-guisaba desde la madrugada Hogy mi vol\|t szám\|á\|ra a politika cél\|ja, mely\|et ifjú kor\|á\|tól kezd\|ve szolgál\|t Que cuál era para_él la política objetivo\|de, a_el_que juventud\|su\|desde empez\|ando serv\|ía Que cuál era para él el objetivo de la política, al que servía desde su juventud |
| RÉGIMEN |
| Hálá\|t ad\|ott az Isten\|nek, a\|mi\|kor botrány\|os jelenet\|ek után meg\|szabad\|ul\|t től\|e Gracias dio el Señor\|a, cuando escandalosa escena\|s después se_libró de\|él Dio gracias a Dios, cuando tras escandalosas escenas se libró de él Fél\|t a meg\|száll\|ó sereg bosszú\|já\|tól Temía el invasor ejército venganza\|su\|de Temía la venganza del ejército invasor Isten ment\|sen a rabló\|ból le\|tt pandúr\|tól Dios salve el ladrón\|de convertido_en policía\|del Dios nos libre del ladrón convertido en policía |
| -tól / -től... –ig |
| Vizy\|ék kályhá\|i egy\|től egy\|ig rossz\|ul fűt\|öttek Vizy\|los estufa\|s_de una\|de una\|a mal calent\|aban Las estufas de los Vizy de la primera a la última calentaban mal Jancsi fehér vol\|t, tető\|től talp\|ig fehér, mint egy ellen=tenger=nagy Jancsi blanco era, cabeza\|de pie\|a blanco, como un contra=almirante Jancsi era blanco de pies a cabeza como un contra-almirante |

@ No confundir con szem|é|t:Acusativo de su ojo

##### Acusativo
| –t |
| OBJETO |
| --- |
| Az Isten engem úgy segél\|jen... El Señor me ayude... Vall\|at\|ta őt, hogy vol\|t-e már szeret\|ő\|je és ki=csoda* Hizo confesar le, que había_tenido-si ya amante\|su y quien=maravilla Le hizo confesar si había tenido ya amante y quién era                                            |
| ESPACIO |
| Sor\|ra jár\|ták a ház\|ak\|at. Fila\|por pasaron las casa\|s\|. Por filas pasaron por las casas. |
| TIEMPO |
| Vár\|t kicsi\|t, majd folytat\|ta: Esperó poco, luego lo_continuó Esperó un poco, continuando luego |
| MODO |
| Viz\|et húz\|ott a kút\|nál, tele\|önt\|ötte a lavór\|t, s amint be\|felé indul\|t, oldal\|t pillant\|ott. Agua sacó el pozo, llenó la palangana, y según dentro\|hacia partió, lado ojeó. Sacó agua del pozo, llenó la palangana y según entraba, miró con el rabillo del ojo.             |
| CANTIDAD |
| Kicsi\|t áll\|dogál\|tak a május=fa alatt. Poco estar_de_pie el mayo=árbol bajo. Estuvieron un rato bajo el árbol de mayo. Egyre több\|et beszél\|tek a tan=anyag\|ról is. Cada_vez más habl\|aban la disciplina=materia\|sobre también. También hablaban cada vez más sobre la asignatura. |

* csoda (literalmente 'maravilla'), unido a los pronombres interrogativos ki y mi, es una partícula que se usa para reforzar su significado, sin tener carácter despectivo.

##### Adesivo
| –nál- / -nél |
| ESPACIO |
| --- |
| - Nál\|unk a komornyi\|k\|nak tél\|en még az új\|ság\|ok\|at is meg kell\|ett meleg\|ít\|eni -En\|nuestra_casa los mayordomo\|s invierno\|en incluso los periódico\|s también tienen (que) calentar Vizy=né lát\|ván, hogy a külső ajtó\|nál sen=ki sincs, be\|men\|t az ebéd\|l\|ő\|be Vizy=señora vi\|endo, que la exterior puerta\|en nadie tampoco_hay, entr\|ó el comedor\|en La señora Vizy viendo que en la puerta exterior no había nadie, entró en el comedor |
| TIEMPO |
| Ebéd\|nél Charles level\|ek\|et kap\|ott Párizs\|ból, és az\|ok\|at olvas\|ta. Comida\|nél Charles carta\|s\|t recibió París\|ból, y esa\|s\|t leyó. Charles recibió durante la comida cartas de París, cartas que leyó. |
| ESTADO |
| ekkora udvar\|i\|atlan\|ság\|tól föl\|háborod\|va, {fa=kép\|nél hagy\|ta} ki\|szem\|el\|t áldoz\|at\|á\|t. Tamaña corte\|cortesano\|descortés\|descortesía\|tól indignado, madera=imagen dejó escogido sacrificar\|víctima\|su\|t. Indignado por semejante descortesía, dejó plantado/a a su víctima electa. |
| COMPARACIÓN |
| A férj\|e soha=sem ad\|ott nek\|i egy\|szer\|re hat frank\|nál több\|et kis\|ebb ki\|ad\|ás\|ok\|ra. El marido\|su nunca dio le una\|por\|re seis franco\|nál más\|t pequeño\|más gasto\|s\|ra. Su marido no le daba a la vez más de seis francos para los pequeños gastos. |
| POSPOSICION: FOGVA |
| ak\|kor a törvény ad\|ta jog\|á\|nál fogva bár=mi\|kor panasz\|t te\|het\|ett vol\|na gazdá\|i ellen, |
| REGIMEN VERBAL |
| El\|hanyagol\|t ismer\|ős\|ei\|nél érdeklőd\|ött, nem tud\|nának-e vala=ki\|t. Descuidado conocido\|s\|sus\|nél se informó, no sabrían-si algo. A través de sus descuidados conocidos se informó si no sabrían algo. |
| minél..., annál... |
| Van, a=ki mi\|nél öreg\|ebb, an\|nál gorombá\|bb Hay, quien que\|nél viejo\|más, esto\|nál grosero\|más. Hay quien cuanto más viejo más pellejo. |

##### Alativo
| –hoz / -hez / -höz / hozzá- |
| ESPACIO |
| --- |
| Katica közel\|ebb lép\|ett a dívány\|hoz Katica cerca\|más camin\|ó el diván\|a Katica se acercó al diván A ház=mester ugr\|ott, hogy meg\|ragad\|ja a szabad\|ul\|ás\|hoz vezet\|ő kilincs\|et El casa=maestro salt\|ó para coger la libertad\|a conductor pestillo El portero saltó para asir el pestillo que conducía a la libertad |
| TIEMPO |
| Holnap\|hoz egy hét\|re {ve\|het\|jük fel} ismét a kapcsolat\|ot a Net\|en. Mañana\|hoz una semana\|re {tomar\|podemos} de_nuevo la relación la Red\|en. En una semana a partir de mañana podemos retomar la relación en la Red. |
| OBJETIVO |
| Eh\|hez is szerencse kell. Mint minden\|hez Esto\|para también suerte debe. Como todo\|para Para esto también hace falta suerte. Como para todo |
| POSPOSICIONES: közel, képest, viszonyítva |
| minden\|ről gond\|os\|kod\|ni akar\|t, hogy a szoba a le\|het\|ő\|ség\|ek\|hez képest tiszta és elegáns le\|gyen. todo\|sobre ocuparse quería, que la habitación las ser\|poder_ser\|posible\|posibilidad\|es en_la_medida_de limpia y elegante esté. quería cuidarse de todo, que la habitación estuviera limpia y elegante en la medida de las posibilidades. színvonal\|a fok\|oz\|at\|os\|an alá\|száll\|t 1875 előtt\|i év=folyam\|ai\|hoz viszonyítva. nivel\|su gradualmente descendió 1875 anteriores año=curso comparado_con. su nivel descendió gradualmente comparado con los años anteriores a 1875. |
| RÉGIMEN VERBAL |
| Az ing\|ó létra tete\|jé\|n, mely\|et Katica támogat\|ott @, mohó\|n lát\|ott a munká\|hoz La vacilante escalera extremo\|su\|en, que Katica sostén\|ía, ávida\|mente vio el trabajo\|a En el extremo de la vacilante escalera que Katica sostén\|ía, se puso avidamente manos a la obra Úgy jár\|t a lak\|ás\|ban, mint=ha az övé vol\|na, és sem=mi köz\|e sem vol\|na az\|ok\|hoz, a\|ki\|k itt él\|nek Así camin\|aba la casa\|en, como=si la suya fuera, y nada común\|en no tuviera eso\|s\|con, que allí viv\|ían Caminaba por la casa como si fuera suya y nada tuviera que ver con los que allí vivían  |

@ Notar la conjugación indefinida a pesar de tratarse de un objeto (la vacilante escalera) definido. Así es porque los pronombre relativos son considerados indefinidos, como lo son los interrogativos de los que se derivan. a|ki < ki:¿quién? >  a|mi < mi:¿qué?

##### Asociativo
| -stul / -stül |
| --- |
| Tő\|s-gyöker\|es magyar\|rá lett család\|ostul De_pura_cepa húngaro\|en se_convirtió familia\|con Se convirtió en un húngaro de pura cepa junto con su familia Eledel\|é\|t szőr\|üstül bőr\|östül {nyel\|i le} Alimento\|su pelaje\|con piel\|con ingiere |

##### Causal-Final
| -ért- |
| CAUSA |
| --- |
| Hálás lesz\|ek ért\|e. Agradecido estaré por\|ello. Se lo agradeceré. Ha meg\|tud\|ják, {be is csuk\|hat\|ják} ért\|e. Si se_enteran, encerrarla\|pueden por\|ello. Si se enteran, pueden encerrarla/o por ello. -Mi\|ért nem {dob\|tad ki}? ¿Qué\|por no lo_tiraste? ¿Por qué no lo tiraste?                                                               |
| META |
| Ha bor\|ért, sör\|ért szalaszt\|ották, a kapu=alj\|ban ölel\|kez\|ett. Si vino\|por, cerveza\|por la_enviaban, el puerta=suelo\|en se abrazaba. Si la/o enviaban por vino o cerveza, se abrazaba en el zaguan. Moviszter\|ék\|hez föl\|küld\|ték toj\|ás\|ért. Moviszter\|los\|a mandaban huevo\|por. A [casa de] los Moviszter, la/lo mandaban por huevos. |

##### Dativo
| -nak / -nek- |
| DATIVO |
| --- |
| -Kornél bátyá\|d állás\|t szerz\|ett nek\|ed a bank\|ban -Kornél tío\|tu trabajo ha_conseguido para\|ti el banco\|en -Tu tío Kornél te ha conseguido un trabajo en el banco -De ki\|nek csöng\|et\|sz? -¿Pero quién\|a zumbar\|hacer? -¿Pero a quién llamas? -Mond\|ja csak, mond\|ja nek\|em... -Dígalo, dígamelo... |
| AGENTE |
| -De ma sen=ki\|nek sem szabad az utcá\|n jár\|ni -Pero hoy nadie\|para tampoco libre la calle\|en pasear -Pero hoy nadie puede pasear por las calles |
| ESPACIO |
| {Vissza akar\|t futni} a konyhá\|ba, de neki\|men\|t a fal\|nak. {regresar quería corriendo} la cocina\|a, pero se_abalanzó la pared\|contra. Quería regresar corriendo a la cocina pero se abalanzó contra la pared.                                                                                                 |
| TENER |
| CAUSA |
| Novák örül\|t en\|nek a szép\|ség=flastrom\|nak, mely a seb\|et el\|takar\|ta. Novák se_alegró este\|nek la bello\|belleza=cataplasma, que la herida cubría Novák se alegró por la mascarilla, que cubría la herida.                                                                                                  |
| META |
| Akkor mi\|nek {idéz\|ték be}? ¿Entonces que\|para {lo citaron}? ¿Para qué lo citaron entonces? |
| ESTADO |
| Bűn\|nek tart\|otta vol\|na, hogy... Crimen consideró sería, que... Habría considerado un crimen que... |
| POSICION |
| Hilda indul\|t első\|nek. Hilda empezó primera\|como. Hilda fue la primera en partir. |
| POSPOSICION: meg\|felel\|ő\|en |
| REGIMEN VERBAL |
| Ilonká\|nak egy miniszter\|i fogalmaz\|ó udvar\|ol. Ilonka\|a un ministro\|ministerial redactor corte\|ja. Un redactor ministerial corteja a Ilonka. |

##### Delativo
| –ról- / -ről |
| ESPACIO |
| --- |
| Az asztal\|ról két ujj\|a hegy\|é\|vel föl\|emel\|te Katica zseb=kendő\|jé\|t La mesa\|de dos dedo\|su yema\|de\|con elev\|ó Katica bolsillo=pañuelo\|de\|el De la mesa con la yema de dos de sus dedos elevó el pañuelo de Katica Szobá\|ról szobá\|ra bolyong\|ott, nem lel\|ve hely\|é\|t Habitación\|de habitación\|a err\|aba, no encontr\|ando sitio\|su Erraba de habitación en habitación, no encontrando su sitio |
| TIEMPO |
| Majdnem öröm\|mel szemlél\|te, hogy gyüleml\|ik nap\|ról nap\|ra a por, piszok. Casi placer\|con contemplaba, como se_acumulaba día\|de día\|en el polvo, suciedad Contemplaba casi con placer como día tras día se acumulaba el polvo y la suciedad |
| MODO |
| Ez\|t mind a ketten szín\|ről szín\|re lát\|hat\|ták. Esto\|t todos los dos color\|ről color\|re ver\|podían. Ambos podían verlo cara a cara. |
| REGIMEN VERBAL |
| Tud\|ta ról\|a, hogy csal\|ja ő\|t Sabía sobre\|ello, que engañ\|aba le Sabía que le engañ\|aba {Meg kell\|ett nek\|i magyar\|áz\|ni}, hogy az Anná\|ról van szó, a hír\|es Anná\|ról Hubo (que) le húngaro\|poner_en, que la Anna\|sobre hay palabra, la fama\|con Anna\|sobre Hubo que explicarle, que se trataba de Anna, la famosa Anna                                                                                |

##### Distributivo
| -nként |
| MODO |
| --- |
| Babrál\|ta az elem\|ek\|et, egy\|enként le\|emel\|te, a konyha=asztal\|ra hely\|ez\|te. Manoseaba los elemento\|s, uno_a_uno los_tomaba, la cocina=mesa\|sobre los_depositaba. Manoseaba las piezas, tomándolas una a una, depositándolas sobre la mesa de la cocina. A szegény\|ek lass\|anként le\|vet\|kőz\|tek, a gazdag\|ok fel\|öltöz\|köd\|tek. Los pobre\|s poco_a_poco se_desnudaban, los rico\|s se_vestían. |
| TIEMPO |
| Esté\|nként a krisztina\|i polgár\|ok hitves\|eik\|kel a kar\|juk\|on sétá\|l\|tak. Por_las_tardes los cristina\|de burgues\|es esposa\|s_sus\|con los brazo\|sus\|en paseaban. Por las tardes los burgueses de cristina paseaban con sus esposas del brazo. Idő\|nként vala=mi\|t mond\|ott a kis=fiú\|nak. De_vez_en_cuando algo decía el chico\|al. De vez en cuando le decía algo al chico.                        |

##### Distributivo-Temporal
| -nta / -nte |
| --- |
| Vasár=nap tészta, het\|ente két=szer hús. (El) feria=día pasta, semana\|lmente dos=veces carne. El domingo pasta (y) dos veces a la semana carne. De év\|ente csak egy\|etlen egy=szer. Pero año\|almente únicamente sólo una=vez. Viatorisz\|nál a lány nap\|onta meg\|fordul\|t. Viatorisz\|en_casa_de la muchacha dia\|riamente se\|pas\|aba. La muchacha se pasaba por la casa de los Viatorisz a diario. |

##### Elativo
| –ból / -ből / belől- |
| ESPACIO |
| --- |
| Anna pár lép\|és\|nyi távol\|ság\|ból követ\|t\|e Vizy=né\|t és Ficsor\|t, lógáz\|va batyu\|já\|t Anna par paso distancia\|a segu\|ía Vizy\|señora\|a y Ficsor\|a balance\|ando hato\|su Anna seguía a la señora Vizy y a Ficsor a unos pasos, balanceando su hato Kun Béla repül\|ő=gép\|en menekül\|t az ország\|ból Kun Béla voladora=máquina\|en escap\|ó el país\|de Béla Kun escapó del país en avión Ki\|ve\|tt az árva=ház\|ból egy leány\|t, hogy föl\|nevel\|je Sac\|ó el huérfano=casa\|de una muchacha, para criarla Sacó del orfanato una muchacha para criarla                                                                                                 |
| TIEMPO |
| Belül a finom, selym\|es fürt\|ök bizonyára leány\|ai\|nak gyermek=kor\|á\|ból származ\|tak. Dentro los fino, seda\|~oso rizo\|s seguramente hija\|s_sus infante=edad\|su\|ból procedían. Dentro los finos, sedodos rizos seguramente procedían de la infancia de sus hijas. |
| MODO |
| a vád\|l\|ott tett\|é\|t ön=kívül\|et\|ben követ\|t\|e el, s ön=véd\|elem\|ből gyilkol\|t\|a meg gazdá\|i\|t El acusado acto\|su\|t inconsciencia\|en cometió, y auto=defensa\|ből asesinó señor\|es_sus\|a. El acusado cometió su acto inconscientemente y en defensa propia asesinó a sus señores. meg\|ragad\|ta a váll\|á\|t, s mag\|á\|ról meg\|feled\|kez\|ve teljes ere\|jé\|ből ráz\|t\|a asió el hombro\|su\|t, y si_mimo\|ròl olvidándose todas fuerza\|su\|ből sacudió Lo asió del hombre y olvidándose de sí mismo lo sacudió con todas sus fuerzas. Kíváncsi\|ság\|ból néhány próbá\|t te\|tt Curiosidad\|por unas prueba hizo Hizo unos pruebas por curiosidad |
| HERRAMIENTA |
| Mi\|ből él\|nek...? ¿Qué\|de viven...? ¿De qué viven...? |
| ORIGEN |
| Úgy érez\|t\|e, hogy fej\|é\|t ki\|szivattyú\|z\|t\|ák, és hát=gerinc\|e üveg\|ből van Así sentía, que cabeza\|su habían_vaciado_con_una_bomba, y espalda=espina\|su vidrio\|de es Sentía que le habían sorbido la cabeza y que su columna vertebral era de vidrio Hát én nem két\|ked\|em, hogy a ház=mester\|ek\|ből is ki\|tűn\|ő gentleman vál\|nék Pues yo no dud\|o, que los casa=maestro\|s\|de también extraordinario gentleman saldrían Pues yo no dudo, que también de los porteros saldrían excelentes caballeros |
| CAUSA |
| Lenn a falu\|n a legény\|ek nem=egy=szer ölel\|ték, fogdos\|ták a mell\|é\|t tréfa\|ság\|ból Abajo el pueblo\|en los mozo\|s no=una=vez abrazaron, manosearon el pecho\|su broma\|por Abajo en el pueblo los mozos más de una vez la había abrazado, manoseado el pecho bromeando |
| PARTITIVO |
| Egy régi divat=lap-figura {támad\|t föl} holtá\|ból. Un antigua moda=revista –figura resucitó muerto\|ból. Una figura de revista de moda resucitó de entre los muertos. |

##### Esivo-Formal
| –ként |
| --- |
| Vendég van előtt\|ük, a=ki\|vel vendég\|ként bán\|nak Invitado hay delante\|de_ellos, el\|que\|a invitado\|como tratan Halánték\|á\|ról vékony, eleven pántlika\|ként szivárg\|ott a vér Sien\|su\|de delgado, vivo cinta\|como escap\|aba la sangre De su sien, escapaba la sangre como una delgada cinta viva |

##### Esivo-Modal
| -ul / -ül |
| IDIOMAS |
| --- |
| A tárgy\|al\|ás német\|ül foly\|t. La negociación alemán\|en fluyó Las negociaciones fueron en alemán Nem tud\|ta, hogy magyar\|ul beszél-e vagy német\|ül. No sabía, que húngaro\|en hablaba-si o alemán\|en. No sabía si hablaba en húngaro o en alemán. |
| NEGATIVO |
| -No, mi lesz? –dörmög\|te kedv\|etlen\|ül Vizy. -¡Vamos! ¿Qué será? refunfuñ\|ó ganas\|sin Vizy. -¡Vamos! ¿Qué será? refunfunó sin ganas Vizy. Vizy határ\|talan\|ul gyűlöl\|te a vörös\|ök\|et, a=mi\|re meg\|vol\|t minden ok\|a. Vizy límite\|sin odi\|aba los rojo\|s\|a, lo_que\|para ten\|ía toda razón. Vizy odiaba a los rojos sin límite, para lo que tenía toda la razón. Vizyné vár\|atlan\|ul föl\|ugr\|ott, Katica hang\|já\|t után\|oz\|va sápítoz\|ott: (La) Vizy\|señora in\|esperada\|mente se\|incorpor\|ó, (e) (la) Katica voz\|de imit\|ando se_lament\|ó. La señora Vizy se incorporó inesperadamente y se lamentó imitando la voz de Katica. |

##### Formal
| -képp(en) |
| --- |
| Vizy már más\|képp tárgy\|al\|t Vizy ya de_otra_manera objeto\|negociar\|aba Vizy ya negociaba de otra manera Nem tud\|ott beszél\|ni a nő\|k\|kel, fő\|képp ak\|kor nem, a=mi\|kor akar\|t No podía hablar las mujer\|es\|con, principal\|mente entonces no, cuando quería No podía hablar con las mujeres, especialmente no cuando quería Moviszter ez\|t nem bán\|ta, ő volta\|képp nem is tartoz\|ott közé\|jük Moviszter esto no sentía, él propiamente no pertenecía a_ellos Moviszter no lo lamentaba, él en realidad no pertenecía a su círculo Hát ak\|kor tulajdon\|képpen mi\|t akar? ¿Pues entonces real\|mente qué quiere? ¿Entonces qué quiere realmente? |

##### Genitivo
| - / -nak / -nek- |
| --- |
| -És mi a foglal\|koz\|ás\|a en\|nek a Bartek\|nek? -¿Y cuál la ocupación\|su este\|del Bartek\|de? -¿Y cuál es la profesión de este Bartek? -De {ért\|sd meg}, nek\|em föl\|tétlen\|ül szükség\|em van rá -Pero entiende, para\|mi sin_falta necesidad\|mi hay sobre -Pero comprende que lo necesito sin falta Föl, föl, ti rab\|jai a föld\|nek Arriba, arriba, vosotros esclavo\|s_sus la tierra\|de Levantaos, esclavos de la tierra An\|nak csak a szín=ház\|ak\|on jár az esz\|e Esa\|de sólo los color=casa\|s\|en pasea la cabeza\|su No piensa más que en los teatros |

##### Ilativo
| -ba / -be / belé- |
| ESPACIO |
| --- |
| A ház-mester be\|lép\|ett az elő-szobá\|ba, kez\|et nyújt\|ott a méltó\|ság\|os úr\|nak El portero entr\|ó el recibidor\|en, mano ofreci\|ó el noble caballero\|a El portero entró en el recibidor, ofreció su mano al noble caballero Az üveg\|ek\|be konyha-só\|t te\|tt, viz\|et önt\|ött Las botella\|s\|en cocina-sal puso, agua vertió Puso sal común en las botellas y vertió agua |
| RESULTADO / CONSECUENCIA |
| CAUSA |
| Hang\|talan\|ul sír\|t, de oly erő\|s\|en, hogy egész test\|e ráz\|kód\|ott belé Sonido\|sin lloraba, pero tan fuerza\|fuerte\|fuertemente, que todo cuerpo\|su tembl\|aba por_ello Lloraba sordamente, pero tan fuertemente que todo su cuerpo se estremecía |
| ESTADO |
| Ficsor zavar\|ba jö\|tt Ficsor confusión\|a vino Ficsor se aturdió |
| REGIMEN VERBAL. PAREJA DE bele- |
| Mi-után bele\|fárad\|t ab\|ba, hogy... Tras cansarse de, que... Vizy\|né belé\|karol\|t az ur\|á\|ba Vizy\|señora se_cogió_del_brazo el marido\|su La señora Vizy se cogió del brazo de su marido |

##### Inesivo
| –ban / -ben / benn- |
| ESPACIO |
| --- |
| A konyhá\|ban egy lány áll\|t, kövér, mint a tölt\|ött galamb La cocina\|en una muchacha hab\|ía, gorda, como la rellena paloma En la cocina había una muchacha, gorda como una paloma rellena Legalább a Krisztiná\|ban ez\|t beszél\|ték Al_menos el Barrio_Cristina\|en esto dec\|ían Al menos eso decían en Barrio Cristina |
| TIEMPO |
| Az\|ok köz\|é tartoz\|ott, a=ki\|k eb\|ben az idő\|ben „öreg marxistá\|k”-nak nev\|ez\|ték mag\|uk\|at. Ese\|esos entre\|él partenecía, que este\|en el tiempo\|en "viejo marxista\|s" denominaban se. Pertenecía a esos que en estos tiempos se autodenominan viejos marxistas. Az utolsó pillanat\|ban föl\|csatol\|ta arany=kar=perec\|é\|t. El último momento\|en se_abrochó oro=brazo=rosquilla\|su. En el último instante se abrochó su brazalete de oro. |
| MODO |
| Vad ki\|rándul\|ó\|k ér\|kez\|tek, roham=csapat\|ok\|ban es\|tek az orgona=bokr\|ok\|nak, s egy szem=pillant\|ás alatt le\|tar\|ol\|ták. Salvaje excursionista\|s llegaron, asalto=tropa\|s\|en cayeron la lila=mata\|s, y un vistazo durante arrasaron. Llegaron excursionistas salvajes y cayeron en tropas de asalto sobre las matas de lilas y en un abrir y cerrar de ojos arrasaron con ellas. Bűn\|nek tart\|otta vol\|na, hogy a fontos kérdés\|t kutyafuttá\|ban {vitas\|sa meg} Crimen consideró habría, que la importante cuestión al_galope discutir Hubiera considerado un crimen discutir la importante cuestión al galope |
| CAUSA |
| Novák, a\|ki el\|fárad\|t a tan\|ít\|ás\|ban, és... Novák, que estaba_cansado la enseñanza\|en, y... Novák, cansado de la enseñanza, y... Priluszky lengyel lovag volt, ki a hét=év\|es háború\|ban el\|es\|ett, és szerelm\|es volt Hildá\|ba. Priluszky polaco caballero era, que los siete=años\|de guerra\|en cayó, y amor\|con estaba Hilda\|de. Priluszky era un caballero polaco, caído en la guerra de los siete años y enamorado de Hilda. |
| ESTADO / CIRCUNSTANCIA |
| Leány\|ok ül\|tek fiú\|k\|kal, a leány\|ok férfi=kalap\|ban, a fiú\|k nap=ernyő\|k alatt. Chica\|s sentadas chico\|s\|con, las chica\|s hombre=sombrero\|en, los chico\|s sol\|pantalla\|s bajo. Chicas estaban sentadas con los chicos, las chicas tocadas con sombreros masculinos, los chicos bajo sombrillas. Veszély\|ben a proletár=haza! ¡Peligro\|en la proletario=casa! ¡En peligro la casa del proletario! |
| REGIMEN VERBAL |
| A három barát meg\|egy\|ez\|ett eb\|ben. Los tres amigo coincidía ello\|en. Los tres amigos estaban de acuerdo. Annyira el\|merül\|t az olvas\|ás\|ban, hogy most nem mindjárt {ve\|tte észre} a cseléd\|et. Tan sumido/a la lectura\|en, que ahora no inmediatamente notó la criada. Tan sumido/a estaba en la lectura que tampoco ahora reparó inmediatamente en la criada. Év\|ek óta ideg\|es gyomor=baj\|ban szenved\|ett. Año\|s hace nervio\|so estómago=problema\|en sufría. Hacía años que sufría de gastrítis nerviosa. |

##### Instrumental-Comitativo
| -val / -vel- |
| HERRAMIENTA |
| --- |
| Előtt\|ünk egy kis-lány szalad\|t, kez\|é\|ben az elefánt=csont fedel\|ű ima=könyv\|vel Delante\|nosotros una niña corr\|ía, mano\|su\|en el elefante=hueso tapa\|con oración=libro\|con Delante de nosotros una niña corría con un devocionario de tapa marfileña en la mano |
| CAUSATIVO |
| Az ur\|á\|val még az\|t se tud\|at\|ta, hogy föl\|mond\|ott Katicá\|nak El marido\|su\|con todavía esto tampoco comunicar, que había_despedido a Katica Todavía tampoco había comunicado a su marido, que había despedido a Katica Lak\|ás\|á\|t se rak\|at\|ta vel\|e rend\|be Apartamento\|su tampoco ordenar con\|él Tampoco hacerle ordenar su apartamento |
| PERSONA |
| Össze\|áll\|t az minden\|ki\|vel Se_li\|aba esa/e todos\|con Esa/e se enrollaba con todos/as -Szó\|val: vel\|ünk ne bolond\|oz\|zék -Es_decir: con\|nosotros no tontee -O sea: no tontee con nosotros Csak {jöjj ki} vel\|em Solo sal conmigo Sal conmigo |
| TIEMPO |
| Pár nap\|pal ez=előtt ő bocsát\|otta rend\|el\|kez\|és\|ük\|re ingyen az\|t a rengeteg madzag\|ot is, mely a sárkány\|t tart\|otta. Par día\|con esto=antes él(la) puso disposición\|su\|a gratis ese el montón cordel también, que el dragón mantenía. Unos días antes él(la) puso también gratuitamente a su disposición ese montón de cordel que soportaba la cometa. Az utóbb\|i hónap\|ok\|ban eleg\|et hall\|ottak éj\|jel ágyú=szó\|t, úgy tud\|tak alud\|ni mellett\|e, mint a harc=tér\|i katoná\|k. Los último mes\|es\|en bastante oyeron noche\|con cañón=palabra, así podían dormir junto_a\|su, como los lucha=espacio soldado\|s. |
| MODO |
| Köz\|ben ar\|ra gond\|ol\|t, hogy majd mi\|vel fogad\|ja Mientras eso\|sobre pens\|aba, que después como la_aceptaría Mientras pensaba cómo la aceptaría |
| CANTIDAD / MEDIDA / GRADO |
| Vala\|mi\|vel előré\|bb jö\|tt a konyha\|i lámpa fény=kör\|é\|be Algo\|con adelantado vino la cocina\|de lámpara luz=círculo\|de\|a Se adelantó algo al círculo de luz de la lámpara de la cocina |
| POSPOSICIONES: egyutt, szemben, szemkozt, kapcsolatban, valamint |
| Áhítat\|tal vegyes ámulat\|tal lát\|ták, hogy a gróf=nő fiá\|val együtt egy bér\|el\|t, első osztály\|ú fülké\|be száll. Fervor\|con mezclado asombro\|con vieron, que la conde=mujer hijo\|su\|con junto un alquiler\|alquilar\|alquilado, primera clase\|de compartimento\|a subía. Con una mezcla de fervor y asombro vieron que la condesa subía con su hijo a un compartimento alquilado de primera clase. Pepike a verandá\|n el\|foglal\|ta Hilda hely\|é\|t, szemben a kapu\|val. Pepike el mirador\|en ocupó Hilda sitio\|su, enfrente la puerta\|a. Pepike ocupó el sitio de Hilda en el mirador, frente a la puerta. A kandalló\|val szemközt\|i fal\|on lóg\|ó két pasztell arc=kép közül az egyik Grandet-né nagy=aty\|já\|t,. La chimenea frente pared colgante dos pasteles cara=imagen entre la uno Grandet-mujer gran padre\|su,... Uno de los dos retratos colgados de la pared frente a la chimenea al abuelo de la señora Grandet... - Gondol\|ja - folytat\|ta súg\|va -, hogy Vautrin\|nak komoly szándék\|ai van\|nak vel\|em kapcsolat\|ban? -¿Piensa – continuó susurrando -, que Vautrin\|de serio intención\|sus tiene con\|migo conexión\|con? -¿Piensa – continuó susurrando-, que las intenciones de Vautrin hacia mí son honorables? Az önként\|es digitalizál\|ó\|k szám\|os klasszikus magyar irodalm\|i alkot\|ás\|sal gazdag\|ít\|ották állomány\|unk\|at (pl. Móra Ferenc, Csáth Géza, Tersánszky Józsi Jenő műv\|ei\|vel valamint nép=mesé\|k\|kel). Los voluntariamente\|voluntario digitalizador\|es número\|con clásico húngaro literatura\|literario creación\|con rico\|enriquecer\|han_enriquecido existencias\|nuestras (por ejemplo... obra\|sus\|con así_como pueblo=cuento\|s\|con). Los digitalizadores voluntarios han enriquecido nuestras existencias con numerosas creaciones literarias clásicas húngaras (por ejemplo con las obras de... así como con cuentos populares). |

##### Locativo
| t / ott / ett / ött |
| --- |
| 1867-től 1870-ig Pécs\|ett posta=kez\|el\|ő volt,... 1867-desde 1870-hasta Pécs\|en correos=administrado fue,... Entre 1867 y 1870 fue administrador de correos en Pécs,... |

##### Nominativo
| SUJETO |
| --- |
| A harm\|adik csöng\|et\|és után el\|csönd\|es\|ed\|ett a gimnázium. El tres\|tercer zumbar\|hacer\| tras se_silenció el colegio. Tras el tercer timbrazo se silenció el colegio. Nyíl\|tak az osztály\|ok ajta\|jai, be\|men\|tek a tanár\|ok. Se_abrieron las clase\|s puerta\|s_de, entraron los profesor\|es. Se abrieron las puertas de las clases, entrarlon los profesores. |
| TIEMPO |
| Minden=nap virág=csokor\|ral vár\|ta a kapu előtt. Cada=día flor=ramo\|con esperaba el portal delante. Cada día la esperaba con un ramo de flores frente al portal. -Szó\|val már három év\|e szolgál Pest\|en? ¿Palabra\|con ya tres año\|su sirve Pest\|en? Es decir ¿hace ya tres años que sirve en Pest?                                                                      |
| MODO / ESTADO |
| Okvetlen {hoz\|za el} az\|t a lány\|t. Sin_falta {traiga} esa\|t la muchacha\|t. Traiga sin falta a esa muchacha. |
| CANTIDAD |
| Éjjel\|i=szekrény\|é\|n egy pohár víz csillog\|ott, mint a foly\|ékony ezüst. Noche\|nocturno=armario\|su\|sobre un vaso agua brillaba, como la fluir\|líquido plata. Sobre su mesita de noche un vaso de agua brillaba como plata líquida. |

##### Sublativo
| –ra / -re / rá- |
| ESPACIO |
| --- |
| Jobb\|ra-bal\|ra köszönt\|ött\|ék ismer\|ős\|ök, ismer\|etlen\|ek Derecha\|a-izquierda\|a salud\|aban conocido\|s, conocido\|des\|s A diestro y siniestro saludaban conocidos y desconocidos Szobá\|ról szobá\|ra bolyong\|ott, nem lel\|ve hely\|é\|t Habitación\|de habitación\|en err\|aba, no encontr\|ando sitio\|su Erraba de habitación en habitación no encontrando su sitio                                                                                           |
| TIEMPO |
| Mi\|re meg\|tanul, talán {meg is hal} Cuando\|para aprenda, quizás haya_muerto Quizás haya muerto para cuando aprenda - Az a fontos, hogy vég\|re béke le\|gyen és nyug\|alom Eso (es) lo importante, que fin\|por paz haya y tranquilidad Lo importante es que haya paz y tranquilidad |
| MODO |
| Ez\|t mind a kett\|en szín\|ről szín\|re lát\|hat\|t\|ák Esto todos los dos cara_a_cara ver\|pod\|ían Esto ambos podían verlo cara a cara Fele\|ség\|e csak {bámul\|t a sem=mi\|be}, tág\|ra nyíl\|t, érdek\|es-szürke szem\|é\|vel Esposa\|su solo {con la mirada perdida}, como_platos abierto, interesante-gris ojo\|su\|con. |
| CANTIDAD |
| Annyi\|ra el\|merül\|t az olvas\|ás\|ban, hogy most nem mindjárt {ve\|tte észre} a cseléd\|et Tanto se_sum\|ió la leer\|lectura\|en, que ya no inmediatamente repar\|ó el criado\|en Tan sumido estaba en la lectura que no reparó inmediatamente en el criado A cseléd csak egy csodá\|l\|koz\|ó tekint\|et\|tel felel\|t, hogy az úr ennyi bizalom\|ra érdem\|es\|ít\|i El criado solo una admirativa mirada\|con contest\|ó, que el señor tanta confianza\|de juzgaba_digno |
| CAUSA |
| OBJETIVO |
| Minden\|re el\|szán\|t\|an lép\|ked\|ett Todo\|a decid\|ido camin\|aba Caminaba decidido a todo Úgy látsz\|ik, ki\|menő\|re készül\|t Como_si parecía, salir\|para se_prepar\|aba Parece que se prepara para salir Vizy er\|re még nem tart\|ott\|a el\|érkez\|ett\|nek az idő\|t Vizy esto\|para todavía no consider\|aba llegado el tiempo Vizy no consideraba llegado el tiempo para eso                                                                                    |
| RESULTADO / CONSECUENCIA |
| Beteg\|ség\|e a bolsevizmus alatt a sok izgalom folytán rossz\|abb\|ra fordul\|t Enfermo\|~dad\|su el bolchevismo durante la mucha agitación debido_a malo\|peor\|para cambió Su enfermedad debido a la mucha agitación durante el bolchevismo empeoró |
| POSPOSICIÓN: néz\|ve |
| Külse\|jé\|re néz\|ve Grandet öt láb magas, zömök, erő\|s ember vol\|t Exterior\|su\|re respecto_a Grandet cinco pie algo, rollizo, fuerza\|fuerte persona era. Respecto a su aspecto Grandet era un hombre de cinco pies de altura, rollizo y fuerte. |
| REGIMEN |
| Rá\|tekint\|ett a házmester\|re, mély, titk\|ol\|hat\|atlan érdek\|l\|őd\|és\|sel Mir\|ó el portero\|a, profundo, ocult\|able\|in- interés\|con Miró al portero con un profundo e inocultable interés Oly\|kor szükség\|e vol\|t ilyen érz\|elm\|i ki\|tör\|és\|ek\|re Entonces necesidad tenía tal(es) sentir\|sentimiento\|sentimental(es) estallido\|s\|de Necesitaba entonces tales estallidos sentimentales                                                               |

##### Superesivo
| –n / rajt- |
| ESPACIO |
| --- |
| Egy repül\|ő-gép, át\|repül\|t a Duná\|n, a Vár-hegy\|en Una voladora-máquina a través\|ó_volando el Danubio, la Castillo-montaña Un avión sobrevoló el Danubio (y) la montaña del Castillo Az ebéd\|l\|ő dívány\|á\|n egy negy\|ven év körül\|i férfi heverész\|ett El comedor diván\|de\|en un cuarenta año alrededor hombre estaba_tumbado Tumbado en el diván del comedor había un hombre de unos cuarenta años |
| TIEMPO |
| Május vég\|é\|n, egy lanyha, derül\|t nap\|on {tart\|ott\|ák meg} az estély\|t Mayo finales\|de\|a, un templado, despejado día\|en celebraron la velada Celebraron la velada un día templado y despejado de finales de mayo Minden hét\|en egy krizantém-csokr\|ot vi\|tt nek\|i Cada semana un crisantemo-ramo llev\|aba le Cada semana le llevaba un ramo de crisantemos                                          |
| MODO / ESTADO |
| Március 15-\|é\|n este Pest\|en, Budá\|n az ablak\|ok\|ban lobog\|nak a gyertyá\|k, ébr\|en álmod\|ik a vár\|os. Marzo 15-\|su\|en tarde Pest\|en, Buda\|en las ventana\|s\|en arden las vela\|s, despierta sueña la castillo\|ciudad. La tarde de 15 de marzo en Pest y Buda en las ventanas arden las velas, sueña despierta la ciudad.                                                                           |
| POSPOSICIONES: alul, át, belül, fölül, innen, keresztül, kívül, túl |
| egy vityilló előtt még áll\|dogál\|t egy nő, már nem fiatal, túl a negy\|ven\|en una casucha delante todavía estaba una mujer, ya no joven, pasados los cuatro\|cuarenta\|en. frente a una casucha estaba todavía una mujer, ya no joven, pasados los cuarenta. |
| RÉGIMEN VERBAL |
| -Néz\|ze, Ficsor, most segít\|het\|ne rajt\|am Mire, Ficsor, ahora ayudar\|podría me Mire, Ficsor, ahora podría ayudarme |

##### Temporal
| -kor |
| --- |
| A tánc ek\|kor már akadoz\|ott. El baile entonces ya languidec\|ía. Egy-negy\|ed hat\|kor ér\|t a szállo\|dá\|ba. Un-cuarto seis\|a_las lleg\|ó el hotel\|al. A las cinco y cuarto llegó al hotel. A\|mi\|kor a román\|ok itt tábor\|oz\|tak, egy román katona vol\|t a szeret\|ő\|je. Cuando los rumano\|s aquí acamp\|aban, un rumano soldado fue el amante\|su. Cuando los rumanos acampaban/acamparon aquí, un soldado rumano fue su amante. |

##### Terminativo
| –ig |
| PUNTO FINAL |
| --- |
| De hát hogy van, hogy edd\|ig sohase lát\|tam mag\|uk\|nál? Pero entonces ¿cómo es, que ahora\|hasta nunca la_he_visto casa_de_ellos\|en? Pero entonces ¿cómo es que hasta ahora nunca la/o he visto en su casa? Dél-után három\|tól hét\|ig Tarde tres\|desde siete\|hasta Por la tarde de tres a siete |
| PERIODO |
| Mind a két hely\|en majd-nem más=fél év\|ig Todos los dos sitio\|en casi otro=medio año\|por En ambos sitios casi un año y medio Egy darab\|ig víz=szint\|es\|en, le\|vet\|kőz\|ve feküd\|tek egy=más mellett, a vékony nyár\|i paplan\|ok alatt. Un trozo\|por agua=nivel desnudandose acostaron uno=otro junto, el delgado verano\|de hedredón\|es bajo. Por un rato horizontalmente, se acostaron desnudándose el uno junto al otro, bajo los delgados hedredones de verano. |

##### Translativo
| -vá / -vé |
| --- |
| Ek\|kor már az egész ház vendég\|l\|ő\|vé és cukr\|ász\|dá\|vá alakul\|t. Entonces ya la toda casa restaurante\|en y pastelería\|en se_transform\|ó. Entonces toda la casa ya se había transformado en restaurante y pastelería. Viatorisz fű=szer\|es bolt\|ja valóság\|os kaszinó\|vá változ\|ott. Viatorisz hierba=preparado\|con tienda\|de verdadero casino\|en convirt\|ió. La tienda de especias de Viatorisz se convirtió en un verdadero casino. |

#### Grado

##### Positivo
La estructura "(olyan) adjetivo mint ~" se usa para el grado positivo.
| Ejemplos |
| --- |
| Csúnya vol\|t, mint az éjszaka. Feo era, como la noche. Era feo como la noche. Olyan vagy, mint egy gyerek. Tal eres, como un niño. Eres como un niño. |

##### Comparativo
El sufijo comparativo -bb, se añade directamente a adjetivos terminados en vocal, alargando las a/e finales. La vocal de enlace para adjetivos finalizados en consonante es a / e. Este comparativo puede, al igual que los nombres, formar su plural: añadiendo [a / e]k y declinarse. Pero recordar que los adjetivos calificativos no concuerdan con el sustantivo al que preceden. También pueden formarse adverbios del comparativo añadiéndole -@n o bien "seleccionarlo" entre varios con el sufijo -ik.  El término con el que se compara se señala con mint ~ o bien con el sufijo -nál / -nél.
Excepciones: nagy > nagyobb, sok > több, jó > jobb, szép > szebb
| Ejemplos |
| --- |
| A kis\|ebb\|ik láb=nyom a Vicuská\|é La pequeña\|más\|ik huella (es) la Vicuska\|de La huella menor es la de Vicuska A pap fiatal\|abb El cura (es) joven\|más El cura es más joven En\|nél jo\|bb\|at isz\|unk otthon, igaz-e? Esto\|que mejor bebemos en_casa, no_es_verdad? Mejor que esto bebemos en casa, ¿no? Tö\|bb\|et nem mond\|hat\|ott Más no decir\|pudo No pudo decir nada más Vol\|tak erős\|ebb\|ek is Habían fuerte\|más\|plural también También los había más fuertes gyakr\|abb\|an frecuente\|más\|mente con mayor frecuencia / más frecuentemente |

##### Superlativo
Prefijando leg al comparativo obtenemos el superlativo.

##### Superlativo Absoluto
Prefijando leges al superlativo obtenemos asimismo el superlativo absoluto.
| Ejemplos |
| --- |
| ...hogy e föld\|ön az ember a leges\|leg\|ostobá\|bb Que este planeta\|sobre el hombre (es) el estúpido\|más Que sobre este planeta el hombre es el más estúpido Ez a leges\|leg\|gyakori\|bb eset a fá\|ban meg a level\|ek\|ben Este (es) el frecuente\|más caso el árbo\|en y las hoja\|s\|en Este es el caso más frecuente en el árbol y las hojas |

### Verbos

#### Diccionarios
Los diccionarios listan los verbos no según su infinitivo sino según su tercera persona del singular del presente de indicativo indefinido. Forma sin sufijos si exceptuamos los ikes.

#### Tipos radicales

##### Visión general
| Tipo           | Presente                                                 | Pasado        | Condicional e Infinitivo | Subjuntivo    | Participio de presente: -ó/-ő | -ás/-és       | Causativo: -at/-et |
| -------------- | -------------------------------------------------------- | ------------- | ------------------------ | ------------- | ----------------------------- | ------------- | ------------------ |
| szt > sz       | halaszt                                                  | =\|ott-       | =\|an-                   | halassz-      | =\|ó                          | =\|ás         | -                  |
| st > s         | fest                                                     | =\|ett-       | =\|en-                   | fes\|s-       | =\|ő                          | =\|és         | -                  |
| At > As        | fizet                                                    | =\|t-         | =\|n-                    | fizes\|s-     | =\|ő                          | =\|és         | -                  |
| sz > v         | le\|sz                                                   | le\|tt-       | le\|nn-                  | le\|gy-       | le\|v\|ő                      | -             | -                  |
| Csz > d        | öreg\|sz\|ik                                             | öreg\|ed\|t-  | öreg\|ed\|n-             | öreg\|ed\|j-  | öreg\|ed\|ő                   | öreg\|ed\|és  | -                  |
| Csz > d / v    | al\|sz\|ik                                               | al\|ud\|t-    | al\|ud\|n-               | al\|ud\|j-    | al\|v\|ó                      | al\|v\|ás     | -                  |
| Csz > z        | emlék\|sz\|ik                                            | emlék\|ez\|t- | emlék\|ez\|n-            | emlék\|ez\|z- | emlék\|ez\|ő                  | emlék\|ez\|és | emlék\|ez\|et      |
| Csz > z / v    | igyek\|sz\|ik                                            | igyek\|ez\|t- | igyek\|ez\|n-            | igyek\|ez\|z- | igyek\|v\|ő                   | igyek\|v\|és  | -                  |
| C[e/o/ö]C > CC | forg\|ok forog\|sz forog forg\|unk forog\|tok forog\|nak | forg\|ott-    | forog\|n-                | forog\|j-     | forg\|ó                       | forg\|ás      | forg\|at           |
| [ó/ő/í/ű] > Av | rov\|ok ró\|sz ró rov\|unk ró\|tok ró\|nak               | ró\|tt-       | ró\|nn-                  | ró\|j-        | rov\|ó                        | rov\|ás       | rov\|at            |

##### Sz > v
|           | Presente | Pasado  | Pasado    | Subjuntivo      | Subjuntivo | Condicional | Infinitivo | Participio | Participio | –ás / -és |
|           |          |         | 3psi      |                 | 3psd       |             |            | Presente   | Futuro     |           |
| --------- | -------- | ------- | --------- | --------------- | ---------- | ----------- | ---------- | ---------- | ---------- | --------- |
| e\|sz\|ik | e\|sz-   | e\|tt-  | e\|v\|ett | e\|gy-          | e\|dd      | e\|nn-      | e\|nni     | e\|v\|ő    |            | e\|v\|és  |
| hi\|sz    | hi\|sz-  | hi\|tt- | -         | hi\|ggy-        | hi\|dd     | hi\|nn-     | hi\|nni    |            |            |           |
| i\|sz\|ik | i\|sz-   | i\|tt-  | i\|v\|ott | i\|gy-          | i\|dd      | i\|nn-      | i\|nni     | i\|v\|ó    |            | i\|v\|ás  |
| le\|sz    | le\|sz-  | le\|tt- | -         | le\|gy- lé\|gy- | -          | le\|nn-     | le\|nni    | le\|v\|ő   | le\|endő   |           |
| te\|sz    | te\|sz-  | te\|tt- | -         | te\|gy- té\|gy- | te\|dd     | te\|nn-     | te\|nni    | te\|v\|ő   | te\|endő   | te\|v\|és |
| ve\|sz    | ve\|sz-  | ve\|tt- | -         | ve\|gy- vé\|gy- | ve\|dd     | ve\|nn-     | ve\|nni    | ve\|v\|ő   |            |           |
| vi\|sz    | vi\|sz-  | vi\|tt- | -         | vi\|gy-         | vi\|dd     | vi\|nn-     | vi\|nni    | -          |            |           |

#### Ikes
Los ikes son verbos cuya 3ps del presente de indicativo indefinido, al contrario que el resto, sí tiene ya un sufijo personal. -ik. Así pues para conjugarlos antes que nada hay que remover ese sufijo.
Otro aspecto a tener en cuenta es que la raíz verbal puede haber sufrido cambios al añadirle el -ik, cambios que habrá que deshacer al conjugarlo. Ejemplos: hiányoz|ni > hiányz|ik
La inmensa mayoría de ikes son intransitivos, o sea no tiene conjugación definida. Sin embargo los sufijos de la primera y tercera persona del singular se suelen "alinear" con los de la conjugación definida para el presente de indicativo y el subjuntivo. La conjugación especial ikes ha desaparecido ya totalmente en el pasado de indicativo y apenas si quedan reliquias en el condicional.

#### Prefijos
- Son partículas modificadoras, similares a los de phrasal verbs ingleses (como go out, look for, go on, etc). Curiosamente su pariente, el finés no los tiene. En español pueden corresponder a prefijos particulares como a-, des-, dis-, in-, etc. o en algunos casos cumple la misma función el uso del pronombre personal átono en ciertos verbos (por ejemplo menni 'ir' y el|menni 'irse' o halni 'morir' y meg|halni 'morirse').
- No armonizan con la raíz. No vienen en parejas como la mayoría de sufijos: meg, el, ki, le, fel, be, össze...
- No todos son igualmente productivos. Los más frecuentes son: be, el, fel, haza, ki, le, meg, szét.
- Sin duda uno de los aspectos más difíciles de dominar
- Función:
  - Orientadora. Imprimirle una dirección al verbo
    - megy: ir; le|megy: bajar; el|megy: salir

  - Dictadora. Exigen un cierto caso
    - neki~ + objeto|nek/nak
    - bele~ + objeto|be/ba

  - Perfectiva. Los principales son meg y el pero el resto también puede tener esta función
    - tanul: estudiar; meg|tanul: aprender

  - Replicadora. Breve respuesta afirmativa
    - Meg|ve|tt|ed a radió|t?
    - Meg

  - Frecuentativa. Doblándolo: meg-meg
  - Transitiva
  - Independiente: le is út fel is út: ¡váyase por donde quiera!
  - Alteradora  del campo del objeto
- Separables. Cuando el predicado es el foco de la oración el prefijo se sitúa ante la raíz. Pero:
  - Cualquier otra parte de la oración puede atraer la atención figurando justo antes de verbo cuyo prefijo se ha pospuesto a la raíz.
    - Úgy rágom össze: Así lo adhiero
    - Akkor jelensz meg: Entonces te presentas
    - Miért jöttél haza?: ¿Por qué regresaste a casa?

  - Subjuntivo:
    - Mutasd meg, hogy...: Demuéstrame que...
    - Mondd meg neki, hogy...: Dile que...

  - kell: deber/obligación
    - Létre kell jönnie: Debe crear...
    - Egypár nap múltával oda kell utaznunk: En un par de días tenemos que llegar allí.
    - Pero: 	Most Sugárkát kell elaltatnom: Ahora tengo que a adormecer a Sugárka.

  - La negación siempre es parte destacada de la oración:
    - Nem jön el hozzám: No viene a mi casa
    - Nem halt meg: No murió
    - Meg nem értenek: No entienden

  - Futuro. Sigue el patrón: prefijo fog-conjugado (complementos) infinitivo
    - Meg fog szeretni: amará
    - Vajon meg fogom-e valaha tudni? me pregunto si llegaré a saberlo alguna vez
    - Le fogsz zuhanni: te precipitarás

  - Uso atributivo. Van atrae el foco. Patrón: prefijo van(nak) gerundio
    - Meg van mond|va: está dicho
    - Le van borít|va: está cubierto
    - Össze vannak tapad|va: están pegados

  - is-también. Patrón: forma impersonal o verbo conjugado con is intercalado justo tras el prefijo
    - Be is kell tartani a játék szabályait: hay que respetar las reglas del juego (aquí el verbo auxiliar kell es quien en realidad apunta al foco)
    - Haza is vitte: se lo llevó a casa
    - Vissza is adtam: se lo devolví

La siguiente tabla los lista juntos con algunos ejemplos para familiarizarse con ellos.
| Significado    | Prefijos     | Ejemplos                                                                          |
| -------------- | ------------ | --------------------------------------------------------------------------------- |
|                | abba         | ~hagy:cesar, ~marad:suspenderse                                                   |
|                | agyon        | ~lő:fusilar, ~csap:aplastar, ~sújt:fulminar                                       |
|                | alá          | ~aknáz:minar, ~becsül:subestimar, ~húz:subrayar, ~ír:firmar                       |
|                | alább        | ~hagy:aflojar                                                                     |
|                | által        |                                                                                   |
|                | át           | ~táncol:cruzar bailando, ~megy:cruzar                                             |
| interior       | be           | ~megy:entrar, ~jön:penetrar                                                       |
| in-            | bele         | ~kezd:iniciar, ~jön:familiarizarse                                                |
|                | cserben      | ~hagy:abandonar                                                                   |
|                | egybe        | ~esik:coincidir, ~hív:convovar, ~ír:reducir a una palabra                         |
|                | el           | ~hagy:dejar, ~megy:irse, ~indul:partir                                            |
|                | elé          |                                                                                   |
| contra         | ellen        | ~áll:oponerse, ~kezik:resistir, ~mond:contradecir, ~őriz:comprobar                |
| delante        | előre        | ~hajol:inclinarse hacia adelante, ~halad:avanzar, ~megy:adelantarse               |
| arriba         | fel / föl    | ~áll:erguirse, ~kel:levantarse, ~jön:subir                                        |
|                | félbe        | ~hagy:dejar a medias, ~marad:quedar a medias, ~szakad:interrumpirse               |
| lado           | félre        | ~ért:malinterpretar, ~hív:llamar aparte, ~vonul:retirarse                         |
| sobre-         | felül        | ~fizet:sobrepasar, ~múl:sobrepasar, ~vizsgál:supervisar                           |
| alto           | fenn         | ~áll:existir, ~marad:subsistir, ~tart:mantener                                    |
|                | hátra        | ~hagy:dejar atrás, ~marad:rezagarse, ~néz:mirar atrás                             |
| casa o patria  | haza         | ~talál:encontrar el camino a casa, ~tér:regresar a casa, ~vágyik:sentir nostalgia |
|                | helyben      | ~hagy: zurrar                                                                     |
|                | helyre       | ~állít:restablecer, ~hoz:reparar, ~tesz:reponer                                   |
|                | hozzá        | ~ad:sumar, ~ért:entender, ~megy:casarse                                           |
| hacia aquí     | ide          | ~ad:pasar, ~jön:veni aquí; ~néz:mirar aquí                                        |
| validar        | jóvá         | ~hagy:aprobar, ~ír:abonar en cuenta, ~tesz:reparar                                |
| través         | keresztül    | ~halad:travesar, ~húz:arrastar a través de; jár, ~néz:mirar a través              |
| dividir        | ketté        | ~ágazik:bifurcarse; ~oszt:dividir en dos partes, ~vág:cortar en dos               |
| exterior       | ki           | ~megy:salir, ~kapcsol:desconectar; ~kosaraz:dar calabazas                         |
| alrededor      | körül        | ~ír:perifrasear, ~jár:rondar, ~zár:cercar                                         |
| en medio       | közbe        | ~jön:ocurrir, ~lép:interponerse, ~jár:interceder                                  |
|                | közre        | ~fog:rodear, ~működik:colaborar                                                   |
| publicar       | közzé        | ~tesz:publicar                                                                    |
| separado       | külön        | ~áll:, ~válik:separarse                                                           |
| abajo          | le           | ~becsül:subestimar; ~csavar:desatornillar, ~fegyverez:desarmar                    |
|                | létre        | ~hoz:crear, ~jön:ser creado                                                       |
| perfectiva     | meg          | ~tanul:aprender; ~betegszik:caer enfermo; ~drágul:encarecerse                     |
|                | mellé        | ~beszél:salirse por la tangente, ~fog:des\|atinar                                 |
|                | neki         | ~áll:poner manos a la obra, ~esik:lanzarse contra, ~szeged:apuntar                |
| hacia allí     | oda          | ~ad:entregarse, ~kiált:gritarle a alguien; ~köszön:saludar                        |
|                | össze        | ~ad:sumar; ~békül:reconciliarse; ~dolgozik:cooperar                               |
| allí           | ott          | ~hagy:abandonar, ~marad:perecer                                                   |
|                | rá           | ~ér:tener tiempo; ~épít:construir encima; ~fér:caber                              |
|                | rajta        | ~kap:coger con las manos en la masa, ~üt:atacar por sorpresa                      |
| dispersión     | széjjel szét | ~esik:desintegrarse; ~robban:estallar; ~tép:desgarrar                             |
| lleno          | tele         | ~firkál:emborronar; ~rak:abarrotar;                                               |
| más allá       | tovább       | ~ad:transmitir, ~fejleszt:desarrollar; ~szállít:reexpedir                         |
| ruina          | tönkre       | ~megy:arruinarse, ~tesz:arruinar                                                  |
| sobre          | túl          | ~adagol:sobredosificar, ~él:sobrevivir, ~órázik:hacer horas extras                |
| renovar        | újjá         | ~alakít:refundar, ~épít:recontruir, ~születik:renacer                             |
| de nuevo       | újra         | ~termel:reproducir; ~választ:reelegir; ~olt:revacunar                             |
| en pos         | utána        | ~csinál:imitar, ~jár:informarse, ~tölt:rellenar                                   |
|                | utol         | ~ér:alcanzar                                                                      |
|                | végbe        | ~megy:tener lugar                                                                 |
| hasta el final | végig        | ~hallgat:escuchar hasta el final, ~játszik:jugar hasta el final                   |
| por fin        | végre        | ~hajt:ejecutar                                                                    |
| de vuelta      | vissza       | ~él:abusar; ~fizet:reembolsar; ~köszön:responter al saludo de alguien             |
|                | viszont      | ~lát\|ás\|ra:hasta la vista                                                       |

Esta otra tabla muestra en que manera pueden modificar el significado de una raíz verbal.
|       | Verbos | Ejemplos |
| ----- | ------ | --- |
| dejar | hagy   | abba~: cesar, alább~: disminuir, cserben~: abandonar, el~: dejar, félbe~: dejar a medias = interrumpir, fel~: cesar, hátra~: dejar tras de sí = adelantar, helyben~: aprobar, jóvá~: aprobar, ki~: dejar fuera = omitir, le~: dejar atrás, meg~: dejar intacto, ott~: abandonar, rá~: dejar en herencia = legar                   |
| traer | hoz    | át~: trasladar, be~: introducir, el~: traer, elő~: sacar, fel~: subir, haza~: traer a casa, helyre~: restablecer, ki~: sacar, le~: bajar, létre~: crear, meg~: aportar, össze~: reunir, vissza~: volver a traer |
| tirar | húz    | alá~: subrayar, át~: tachar, be~: correr las cortinas, el~: remolcar, elő~: sacar, fel~: elevar, félre~: apartar, keresztül~: arrastrar, ki~: retirar, le~: bajar la cortina, meg~: trazar, oda~: traer consigo, össze~: encoger, rá~: ponerse una prenda, szét~: separar, végig~: hacer correr a todo lo largo, vissza~: retirar |
| atar  | köt    | át~: ligar, be~: vendar, bele~: envolver, el~: desatar, fel~: ahorcar, hozzá~: sujetar, ki~: atracar, le~: inmovilizar, meg~: atar, oda~: atar a, össze~: unir, rá~: conectar |
| ver   | lát    | át~: ver a través de, be~: ver hacia el interior, bele~: ver en el interior de, el~: ver, hozzá~: empezar, keresztül~: trasver, ki~: ver hacia fuera, le~: mirar hacia abajo, meg~: ver, neki~: poner manos a la obra, rá~: ver desde encima, viszont~ásra: hasta la vista                                                        |
| ir    | megy   | le~: bajar, fel~: subir, ki~: salir, be~: entrar, össze~: encoger |

#### Formas impersonales

##### Infinitivo
Formación
Para llegar al infinitivo se añade -ni a la raíz verbal. La vocal de enlace se usa cuando esta acaba en doble consonante o vocal larga más t.
|                 |                                | én                                | te                                | ő                                 | mi                                   | ti                                      | ők                                   |
|                 | (a)ni (e)ni                    | (a)nom (e)nem nöm*                | (a)nod (e)ned nöd*                | (a)nia (e)nie                     | (a)nunk (e)nünk                      | (a)notok (e)netek nötök*                | (a)niuk (e)niük                      |
| --------------- | ------------------------------ | --------------------------------- | --------------------------------- | --------------------------------- | ------------------------------------ | --------------------------------------- | ------------------------------------ |
| old ért dönt    | old\|ani ért\|eni dönt\|eni    | old\|anom ért\|enem dönt\|enem    | old\|anod ért\|ened dönt\|ened    | old\|ania ért\|enie dönt\|enie    | old\|anunk ért\|enünk dönt\|enünk    | old\|anotok ért\|enetek dönt\|enetek    | old\|aniuk ért\|eniük dönt\|eniük    |
| tanít segít fűt | tanít\|ani segít\|eni fűt\|eni | tanít\|anom segít\|enem fűt\|enem | tanít\|anod segít\|ened fűt\|ened | tanít\|ania segít\|enie fűt\|enie | tanít\|anunk segít\|enünk fűt\|enünk | tanít\|anotok segít\|enetek fűt\|enetek | tanít\|aniuk segít\|eniük fűt\|eniük |
| zár kér vetkőz  | zár\|ni kér\|ni vetkőz\|ni     | zár\|nom kér\|nem vetkőz\|nöm     | zár\|nod kér\|ned vetkőz\|nöd     | zár\|nia kér\|nie vetkőz\|nie     | zár\|nunk kér\|nünk vetkőz\|nünk     | zár\|notok kér\|netek vetkőz\|nötök     | zár\|niuk kér\|niük vetkőz\|niük     |

##### Participios
Tres son los participios del húngaro:
- Pasado: coincide con la 3ps pasado de indicativo indefinido.[65]
- Activo o de presente: se forma añadiendo -ó / -ő a la raíz.[66]
- De futuro pasivo (beálló): formado con el sufijo -andó / -endő[67]

La formación de los participios presente y futuro dispara las transformaciones de la raíz verbal: alsz|ik > alv|ó, érez > érz|ő, sző > szöv|ő, etc.
Funcionan como:
- Adjetivos
- Nombres: el|ad|ó: vendedor, ír|ó: escritor, vev|ő: comprador
- Oraciones subordinadas:
  - Anna a piros szőnyeg|gel takar|t hencser mellett áll|t
  - Anna la roja alfombra|con cubierta sofá junto_a estaba
  - Anna estaba junto al sofá cubierto con una alfombra roja

##### Gerundio
Se forma con el sufijo va / ve, unido sin vocal de enlace y sin cambios de la raíz verbal.
Su uso coincide en parte con el español. En cooperación con el verbo van:ser/estar forma oraciones atributivas como ya se ha visto en Prefijos verbales.

#### Doble conjugación
Los siguientes ejemplos muestran que...
| 1) - {Tud\|ja, hogy {mi\|t csinál}}. Lo_sabe, que hace. Sabe lo que se hace. 2) Néz\|z te is engem. Mira tú también a_mí. Mírame tú también. 3) No, szervusz, Angéla néni, vár\|nak a barát\|aim,... Bueno, siervo, Angéla tía, me_esperan los amigo\|s_mis,... Bueno, hola, tía Angela, me esperan mis amigos,... 4) Bizonyosan megint téged keres\|ett. Seguramente de_nuevo a_ti busca. Seguramente te busca de nuevo. 5) Rettenetes meg\|lepetés vár\|ta. Terrible sorpresa le_esperaba. Le esperaba una terrible sorpresa. 6) A cikk\|ek már be\|jelent\|ették a kész\|ül\|ő össze\|omlás\|t, ez\|zel a cím\|mel: Los artículo\|s ya informaban el en_ciernes hundimiento, este\|con el titular\|con: Los artículos informaban ya del hundimiento en ciernes con este titular: 7) Vizy azonban nem kap\|ott válasz\|t. Vizy pero no obtuvo respuesta. Pero Vizy no obtuvo respuesta. 8) Te hoz\|tál nek\|i egy pohár viz\|et. Tú trajiste le un vaso agua. Tú le trajiste un vaso de agua. 9) és az\|t mond\|ta, hogy el\|megy innen, de előbb olyan\|t csinál, hogy maga is meg\|bán\|ja,... y esto dijo, que se_va de_aquí, pero antes tal hace, que el_mismo también lamentara,... 10) Már teljes\|en fel\|öltöz\|köd\|ött. Ya completamente se_había_vestido. Ya estaba completamente vestido. 11) Vár\|lak. Te_espero. 12) még egy\|szer viszont\|lát\|ás\|ra, csók\|ol\|lak, csók\|ol\|om a kisztihand\|od\|at. Todavía una\|vez re\|vista\|hasta, te_beso, beso la ¿? 13) Édes Anná\|t a rendőr\|ség\|en be\|ismer\|ő vallomás\|a után le\|tartóz\|tat\|ták. Édes Anna la policía\|\|en reconocer confesión tras la_arrestaron. Anna Édes fue arrestada tras declarar en la comisaría de policía. 14) Egész lény\|é\|ben pedig volt vala=mi, a=mi\|t nem tud\|ott ki\|fejez\|ni,... Todo ser\|su\|en pero había algo, que no podía expresar,... Pero en todo su ser había algo que no podía expresar,... 15) És a=mi\|kor már nem is vizsgá\|l\|ta, csak hat\|ni enged\|te mag\|á\|ra, a=mi\|t tapasztal\|t,... Y cuando ya no tampoco lo_examinar, solo influir lo permitió si\|sobre, lo_que experimentó,... 16) Ruha=tár\|á\|ból gyors\|an szed\|eget\|te ez\|ek\|et, mint szín\|ész=nő, a=ki\|nek nem=sokára jelenés\|e lesz. Ropa\|colección\|su\|de rápida\|mente recogió eso\|s, como actor=mujer, que no=tardar\|a que_entrar_en_escena tiene. Rápidamente los recogío de su vestuario, como actriz que tiene que salir al escenario dentro de poco. 17) Amíg csomag\|ol\|t, a körm\|é\|re néz\|ett, hogy nem {visz-e el} vala=mi\|t. Mientras empaquetó, las uñas miró, que no lleva-si algo. Empaquetando se miró las uñas por si tenía que llevarse algo. 18) - Hát ak\|kor tulajdon\|képpen mi\|t akar? - ¿Y entonces en_realidad que quiere? ¿Qué quiere entonces en realidad? 19) Csak ő {tan\|ít\|otta ki} ő\|k\|et pár előkelő szok\|ás\|ra. Solo él(la) enseñó les par distinguido costumbre. Solo él(la) les enseñó algunos hábitos distinguidos. 20) A méltóság\|os asszony és a méltóság\|os úr meg\|csókol\|ták egymás\|t. La noble señora y el noble señor se_besaron mutuamente. 21) Az\|ok köz\|é tartoz\|ott, aki\|k eb\|ben az idő\|ben „öreg marxistá\|k”-nak nev\|ez\|ték mag\|uk\|at. 22) Sok\|szor már {az\|t hitte}, hogy ábránd az egész, s az, {a=ki\|t lát\|ott}, voltaképp nincs is. Muchas\|veces ya eso creía, que ilusion la todo, y aquel, que vio, en_realidad no_está tampoco. Muchas veces pensaba ya que todo fue una ilusión y que aquella persona que vio no existía. 23) Kabát\|ja zseb\|é\|ben meg\|tapogat\|ta szak=szervezet\|i igaz\|ol\|vány\|á\|t. Abrigo\|su bolsillo\|su\|en jugueteó especialidad=organismo carné\|su. Jugueteó con el carné del sindicato en el bolsillo de su abrigo. 24) Mind\|et {meg nem tud\|om} el\|mesé\|l\|ni egy\|szer\|re Todo {no puedo} contar a_la_vez No puedo contarlo todo a la vez. 25) A kettő köz\|ül melyik\|et akar\|játok, hogy el\|bocsás\|sam nék\|tek? ¿Los dos entre cuál quereis, que libere os? ¿Cuál de los dos deseais que libere? |

Requieren conjugación indefinida:
- 9b, 10, 14, 16, 17a, 17b, 21, 22) Los verbos intransitivos
- 2, 3, 4) Los pronombres personales de 1.ª y 2.ª persona explícitos o no: engem(et), téged(et), benn|ünk|et / mi|nk|et, benn|etek|et / ti|tek|et

Excepción: -lak/-lek:yo te/os... (11, 12a)
- 7, 8) Los objetos precedidos explicitamente o no por egy
- 14, 15, 22b) Los pronombres relativos: a=mi(ke)t, a=ki(ke)t
- 1, 18) Los pronombres interrogativos: mi|t, ki|t
- 17c) Los pronombres indeterminados: sem=mi|t, vala=mi|t,...
- El partitivo

Y definida:
- 20) El pronombre recíproco: egymás|t
- 25) melyik|et
- 1a, 9a, 22a) Las oraciones subordinadas y de estilo indirecto
- 13) Los nombres propios
- 5, 19, 21) Los pronombres de 3.ª persona: ő(k|e)t, ön(ök|e)t, mag|á|t,  mag|uk|at
- 24) mind|et
- 6, 12b) Los objetos precedidos por  artículo definido,
- 12b, 21, 23) los posesivados, incluidos los pronombres reflexivos: mag|am(at), mag|ad(at), mag|át, mag|unk|at, mag|atok|at, mag|uk|at así como los pronombres posesivos: az enyém|et, a tied|et, az övé|t,...
- 16) los precedidos por pronombre demostrativo: ez(ek|e)t, az(ok|a)t

#### Visión general de la conjugación húngara
|          | Indicativo                      | Condicional          | Subjuntivo / Imperativo |
| -------- | ------------------------------- | -------------------- | ----------------------- |
| Presente | raíz + persona                  | raíz + n + persona   | raíz + j + persona      |
| Pasado   | raíz + ([o/e/ö]t)t + persona    | pasado verbo + volna | -                       |
| Futuro   | presente fog + infinitivo verbo | -                    | -                       |

#### Indicativo

##### Presente
Conjugación Indefinida
| Tipo Raíz | én          | én          | te           | te           | ő           | ő           | mi           | ti                   | ők            |
| Tipo Raíz |             | ikes        | te           | te           |             | ikes        | mi           | ti                   | ők            |
| Tipo Raíz | ok ek ök    | om em öm    | (a)sz (e)sz  | ol el öl     | 0           | ik          | unk ünk      | (o)tok (e)tek (ö)tök | (a)nak (e)nek |
| --------- | ----------- | ----------- | ------------ | ------------ | ----------- | ----------- | ------------ | -------------------- | ------------- |
| szt>sz    | halaszt\|ok | halaszt\|ok | halaszt\|asz | halaszt\|asz | halaszt     | halaszt     | halaszt\|unk | halaszt\|otok        | halaszt\|anak |
| Át        | javít\|ok   | javít\|ok   | javít\|asz   | javít\|asz   | javít       | javít       | javít\|unk   | javít\|otok          | javít\|anak   |
| st>s      | fest\|ek    | fest\|ek    | fest\|esz    | fest\|esz    | fest        | fest        | fest\|ünk    | fest\|etek           | fest\|enek    |
| At>As     | fizet\|ek   | fizet\|ek   | fizet\|sz    | fizet\|sz    | fizet       | fizet       | fizet\|ünk   | fizet\|tek           | fizet\|nek    |
| CAC>CC    | közl\|ök    | közl\|ök    | közöl\|sz    | közöl\|sz    | közöl       | közöl       | közl\|ünk    | közöl\|tök           | közöl\|nek    |
| Á>Av      | löv\|ök     | löv\|ök     | lő\|sz       | lő\|sz       | lő          | lő          | löv\|ünk     | lő\|tök              | lő\|nek       |
| sz>d/v    | alsz\|ok    | alsz\|ok    | alsz\|ol     | alsz\|ol     | alsz\|ik    | alsz\|ik    | alsz\|unk    | alsz\|otok           | alsz\|anak    |
| sz>v      | esz\|em     | esz\|em     | esz\|el      | esz\|el      | esz\|ik     | esz\|ik     | esz\|ünk     | esz\|tek             | esz\|nek      |
| sz>d      | öregsz\|em  | öregsz\|em  | öregsz\|el   | öregsz\|el   | öregsz\|ik  | öregsz\|ik  | öregsz\|ünk  | öregsz\|etek         | öregsz\|enek  |
| sz>z      | emléksz\|em | emléksz\|em | emléksz\|el  | emléksz\|el  | emléksz\|ik | emléksz\|ik | emléksz\|ünk | emlékez\|tek         | emlékez\|nek  |
| sz>z/v    | igyeksz\|em | igyeksz\|em | igyeksz\|el  | igyeksz\|el  | igyeksz\|ik | igyeksz\|ik | igyeksz\|ünk | igyekez\|tek         | igyeksz\|enek |

Conjugación Definida
| Tipo Raíz | én          | te          | ő           | mi           | ti             | ők           | én téged(et) / titeket |
| Tipo Raíz | om/em/öm    | od/ed/öd    | Ja/i        | Juk/Jük      | Játok/itek     | Ják/ik       | (a)lak/(e)lek          |
| --------- | ----------- | ----------- | ----------- | ------------ | -------------- | ------------ | ---------------------- |
| st>s      | fest\|em    | fest\|ed    | fest\|i     | fest\|jük    | fest\|itek     | fest\|ik     | fest\|elek             |
| At>As     | fizet\|em   | fizet\|ed   | fizet\|i    | fizet\|jük   | fizet\|itek    | fizet\|ik    | fizet\|lek             |
| sz>v      | esz\|em     | esz\|ed     | esz\|i      | esszük       | esz\|itek      | esz\|ik      | esz\|lek               |
| CAC>CC    | közl\|öm    | közl\|öd    | közl\|i     | közöl\|jük   | közl\|itek     | közl\|ik     | közöl\|lek             |
| Á>Av      | löv\|öm     | löv\|öd     | löv\|i      | lő\|jük      | löv\|itek      | löv\|ik      | lő\|lek                |
| szt>sz    | halaszt\|om | halaszt\|od | halaszt\|ja | halaszt\|juk | halaszt\|játok | halaszt\|ják | halaszt\|alak          |
| Át        | javít\|om   | javít\|od   | javít\|ja   | javít\|juk   | javít\|játok   | javít\|ják   | javít\|alak            |
| regular   | mos\|om     | mos\|od     | mos\|sa     | mos\|suk     | mos\|sátok     | mos\|sák     | mos\|lak               |

##### Pasado
FormaciónLos verbos se dividen en tres clases dependiendo de si siempre usan t, siempre tt, o únicamente para la tercera persona del singular indefinido. La siguiente tabla muestra la regla a seguir. La vocal de enlace para la tt es o/e/ö.
|   | Terminación                                                    | Sufijo | Ejemplos | Excepciones      |
| - | -------------------------------------------------------------- | ------ | --- | ---------------- |
| 1 | -j, -l, -(ly), -n, -ny, -r -ad (bisilábicos) -ed (bisilábicos) | t      | fáj!, él, öl, dől, fal, kel, hal, hál, sül ? un, fon, szán, ? bír, fér, fúr, jár, kér, mar, mér akad, apad, árad, éled, ered, ijed, marad ed? | jön (jött)       |
| 2 | -Át -CC -At monosilabicos                                      | tt     | tanít, segít, sejt, fut, hat, jut, köt, nyit, süt, üt, vet                                                                                    | lát (3) mond (3) |
| 3 | resto                                                          | 3ps tt | |                  |

Conjugación Indefinida
| Tipo Raíz | én               | te               | ő            | mi                | ti                 | ők               |
| Tipo Raíz | am/em            | ál/él            | 0            | unk/ünk           | atok/etek          | ak/ek            |
| --------- | ---------------- | ---------------- | ------------ | ----------------- | ------------------ | ---------------- |
| st>s      | fest\|ett\|em    | fest\|ett\|él    | fest\|ett    | fest\|ett\|ünk    | fest\|ett\|etek    | fest\|ett\|ek    |
| At>As     | fizet\|t\|em     | fizet\|t\|él     | fizet\|ett   | fizet\|t\|ünk     | fizet\|t\|etek     | fizet\|t\|ek     |
| sz>d      | öreged\|t\|em    | öreged\|t\|él    | öreged\|ett  | öreged\|t\|ünk    | öreged\|t\|etek    | öreged\|t\|ek    |
| sz>z      | emlékez\|t\|em   | emlékez\|t\|él   | emlékez\|ett | emlékez\|t\|ünk   | emlékez\|t\|etek   | emlékez\|t\|ek   |
| sz>z/v    | igyekez\|t\|em   | igyekez\|t\|él   | igyekez\|ett | igyekez\|t\|ünk   | igyekez\|t\|etek   | igyekez\|t\|ek   |
| sz>v      | e\|tt\|em        | e\|tt\|él        | e\|vett      | e\|tt\|ünk        | e\|tt\|etek        | e\|tt\|ek        |
| Á>Av      | lő\|tt\|em       | lő\|tt\|él       | lő\|tt       | lő\|tt\|ünk       | lő\|tt\|etek       | lő\|tt\|ek       |
| CAC>CC    | közöl\|t\|em     | közöl\|t\|él     | közöl\|t     | közöl\|t\|ünk     | közöl\|t\|etek     | közöl\|t\|ek     |
| sz>d/v    | alud\|t\|am      | alud\|t\|ál      | alud\|t?     | alud\|t\|unk      | alud\|t\|atok      | alud\|t\|ak      |
| Át        | javít\|ott\|am   | javít\|ott\|ál   | javít\|ott   | javít\|ott\|unk   | javít\|ott\|atok   | javít\|ott\|ak   |
| szt>sz    | halaszt\|ott\|am | halaszt\|ott\|ál | halaszt\|ott | halaszt\|ott\|unk | halaszt\|ott\|atok | halaszt\|ott\|ak |

Conjugación Definida
| Tipo Raíz | én               | te               | ő               | mi               | ti                 | ők               | én téged(et) / titeket |
| Tipo Raíz | am/em            | ad/ed            | a/e             | uk/ük            | átok/étek          | ák/ék            | alak/elek              |
| --------- | ---------------- | ---------------- | --------------- | ---------------- | ------------------ | ---------------- | ---------------------- |
| st>s      | fest\|ett\|em    | fest\|ett\|ed    | fest\|ett\|e    | fest\|ett\|ük    | fest\|ett\|étek    | fest\|ett\|ék    | fest\|ett\|elek        |
| Á>Av      | lő\|tt\|em       | lő\|tt\|ed       | lő\|tt\|e       | lő\|tt\|ük       | lő\|tt\|étek       | lő\|tt\|ék       | lő\|tt\|elek           |
| sz>v      | e\|tt\|em        | e\|tt\|ed        | e\|tt\|e        | e\|tt\|ük        | e\|tt\|étek        | e\|tt\|ék        | e\|tt\|elek            |
| At>As     | fizet\|t\|em     | fizet\|t\|ed     | fizet\|t\|e     | fizet\|t\|ük     | fizet\|t\|étek     | fizet\|t\|ék     | fizet\|t\|elek         |
| CAC>CC    | közöl\|t\|em     | közöl\|t\|ed     | közöl\|t\|e     | közöl\|t\|ük     | közöl\|t\|étek     | közöl\|t\|ék     | közöl\|t\|elek         |
| Át        | javít\|ott\|am   | javít\|ott\|ad   | javít\|ott\|a   | javít\|ott\|uk   | javít\|ott\|átok   | javít\|ott\|ák   | javít\|ott\|alak       |
| szt>sz    | halaszt\|ott\|am | halaszt\|ott\|ad | halaszt\|ott\|a | halaszt\|ott\|uk | halaszt\|ott\|átok | halaszt\|ott\|ák | halaszt\|ott\|alak     |

##### Futuro
FormaciónUtiliza el verbo auxiliar fog debidamente conjugado en definido o indefinido + el infinitivo del verbo en cuestión
| Verbo | Verbo                                             | én                                                | te                                                | ő                                                 | mi                                                | ti                                                | ők                                                | én téged(et) / titeket |
| ----- | ------------------------------------------------- | ------------------------------------------------- | ------------------------------------------------- | ------------------------------------------------- | ------------------------------------------------- | ------------------------------------------------- | ------------------------------------------------- | ---------------------- |
| fog   | Indefinido                                        | fog\|ok                                           | fog\|sz                                           | fog                                               | fog\|unk                                          | fog\|tok                                          | fog\|nak                                          |                        |
| fog   | Definido                                          | fog\|om                                           | fog\|od                                           | fog\|ja                                           | fog\|juk                                          | fog\|játok                                        | fog\|ják                                          | fog\|lak               |
| +     | ad\|ni, ért\|eni, javít\|ani, e\|nni, áll\|ni,... | ad\|ni, ért\|eni, javít\|ani, e\|nni, áll\|ni,... | ad\|ni, ért\|eni, javít\|ani, e\|nni, áll\|ni,... | ad\|ni, ért\|eni, javít\|ani, e\|nni, áll\|ni,... | ad\|ni, ért\|eni, javít\|ani, e\|nni, áll\|ni,... | ad\|ni, ért\|eni, javít\|ani, e\|nni, áll\|ni,... | ad\|ni, ért\|eni, javít\|ani, e\|nni, áll\|ni,... |                        |

#### Condicional

##### Presente
FormaciónLa marca del condicional es n. Esta se añade con vocal de enlace si la raíz termina en doble consonante o vocal larga más t. A la n le siguen los sufijos personales. Notar que la primera persona del singular indefinido no armoniza y que la segunda y tercera del plural son iguales para definida e indefinida.
Conjugación indefinida
| Tipo Raíz | én              | én              | te              | ő              | mi               | ti                | ők                |
| Tipo Raíz | –ék             | ám/ém           | -ál/-él         | -a/-e          | -ánk/-énk        | -átok/-étek       | -ának/-ének       |
| --------- | --------------- | --------------- | --------------- | -------------- | ---------------- | ----------------- | ----------------- |
| sz>d      | öreged\|n\|ék   | öreged\|n\|ék   | öreged\|n\|él   | öreged\|n\|e   | öreged\|n\|énk   | öreged\|n\|étek   | öreged\|n\|ének   |
| sz>z      | emlékez\|n\|ék  | emlékez\|n\|ék  | emlékez\|n\|él  | emlékez\|n\|e  | emlékez\|n\|énk  | emlékez\|n\|étek  | emlékez\|n\|ének  |
| sz>z/v    | igyekez\|n\|ék  | igyekez\|n\|ék  | igyekez\|n\|él  | igyekez\|n\|e  | igyekez\|n\|énk  | igyekez\|n\|étek  | igyekez\|n\|ének  |
| sz>v      | e\|nn\|ék       | e\|nn\|ék       | e\|nn\|él       | e\|nn\|e       | e\|nn\|énk       | e\|nn\|étek       | e\|nn\|ének       |
| Á>Av      | lő\|n\|ék       | lő\|n\|ék       | lő\|n\|él       | lő\|n\|e       | lő\|n\|énk       | lő\|n\|étek       | lő\|n\|ének       |
| st>s      | fest\|en\|ék    | fest\|en\|ék    | fest\|en\|él    | fest\|en\|e    | fest\|en\|énk    | fest\|en\|étek    | fest\|en\|ének    |
| At>As     | fizet\|n\|ék    | fizet\|n\|ék    | fizet\|n\|él    | fizet\|n\|e    | fizet\|n\|énk    | fizet\|n\|étek    | fizet\|n\|ének    |
| CAC>CC    | közöl\|n\|ék    | közöl\|n\|ék    | közöl\|n\|él    | közöl\|n\|e    | közöl\|n\|énk    | közöl\|n\|étek    | közöl\|n\|ének    |
| Át        | javít\|an\|ék   | javít\|an\|ék   | javít\|an\|ál   | javít\|an\|a   | javít\|an\|ánk   | javít\|an\|átok   | javít\|an\|ának   |
| szt>szt   | halaszt\|an\|ék | halaszt\|an\|ék | halaszt\|an\|ál | halaszt\|an\|a | halaszt\|an\|ánk | halaszt\|an\|átok | halaszt\|an\|ának |
| sz>d/v    | alud\|n\|ék     | alud\|n\|ék     | alud\|n\|ál     | alud\|n\|a     | alud\|n\|ánk     | alud\|n\|átok     | alud\|n\|ának     |

Conjugación definida
| Tipo Raíz | én              | te              | ő              | mi               | ti                | ők              | én téged(et)/titeket |
| Tipo Raíz | ám/ém           | ád/éd           | á/é            | ánk/énk          | átok/étek         | ák/ák           | álak/élek            |
| --------- | --------------- | --------------- | -------------- | ---------------- | ----------------- | --------------- | -------------------- |
| st>s      | fest\|en\|ém    | fest\|en\|éd    | fest\|en\|é    | fest\|en\|énk    | fest\|en\|étek    | fest\|en\|ék    | fest\|en\|élek       |
| At>As     | fizet\|n\|ém    | fizet\|n\|éd    | fizet\|n\|é    | fizet\|n\|énk    | fizet\|n\|étek    | fizet\|n\|ék    | fizet\|n\|élek       |
| CAC>CC    | közöl\|n\|ém    | közöl\|n\|éd    | közöl\|n\|é    | közöl\|n\|énk    | közöl\|n\|étek    | közöl\|n\|ék    | közöl\|n\|élek       |
| Á>Av      | lő\|n\|ém       | lő\|n\|éd       | lő\|n\|é       | lő\|n\|énk       | lő\|n\|étek       | lő\|n\|ék       | lő\|n\|élek          |
| sz>v      | e\|nn\|ém       | e\|nn\|éd       | e\|nn\|é       | e\|nn\|énk       | e\|nn\|étek       | e\|nn\|ék       | e\|nn\|élek          |
| szt>sz    | halaszt\|an\|ám | halaszt\|an\|ád | halaszt\|an\|á | halaszt\|an\|ánk | halaszt\|an\|átok | halaszt\|an\|ák | halaszt\|an\|álak    |
| Át        | javít\|an\|ám   | javít\|an\|ád   | javít\|an\|á   | javít\|an\|ánk   | javít\|an\|átok   | javít\|an\|ák   | javít\|an\|álak      |

##### Pasado
Se forma con el pasado del verbo en cuestión más vol|na (3 persona singular condicional de van)

#### Subjuntivo
FormaciónLa marca del subjuntivo es j, pero esta puede experimentar ciertos cambios dependiendo del final de la raíz verbal. Se asimila a las consonantes sibilantes (s, sz, z, dz) o se convierte en s cuando la raíz acaba en t precedida de vocal. Notar así mismo que la t final de la raíz puede cambiar a s si es precedida por una vocal corta fizet + j = fizes|s. Y que la t final se pierde si es precedida por s o por sz.
| Ejemplos | Fin  | + | =    | Ejemplos |
| -------- | ---- | - | ---- | -------- |
| halaszt  | -szt | j | -ssz | halassz  |
| fizet    | -At  | j | -Ass | fizes\|s |
| javít    | -Át  | j | -Áts | javít\|s |
| mos      | -s   | j | -ss  | mos\|s   |
| mászik   | -sz  | j | -ssz | mássz    |
| főz      | -z   | j | -zz  | főz\|z   |
| edz      | -dz  | j | -ddz | eddz     |

Conjugación Indefinida
| Tipo Raíz | én             | én             | te               | ő              | ő              | mi              | ti               | ők               |
| Tipo Raíz | ak/ek          | am/em          | (ál)/(él)        | on/en/ön       | ék             | unk/ünk         | atok/etek        | anak/enek        |
| --------- | -------------- | -------------- | ---------------- | -------------- | -------------- | --------------- | ---------------- | ---------------- |
| sz>z      | emlékez\|z\|em | emlékez\|z\|em | emlékez\|z\|(él) | emlékez\|z\|ék | emlékez\|z\|ék | emlékez\|z\|ünk | emlékez\|z\|etek | emlékez\|z\|enek |
| sz>z/v    | igyekez\|z\|em | igyekez\|z\|em | igyekez\|z\|(él) | igyekez\|z\|ék | igyekez\|z\|ék | igyekez\|z\|ünk | igyekez\|z\|etek | igyekez\|z\|enek |
| sz>d      | öreged\|j\|em  | öreged\|j\|em  | öreged\|j\|(él)  | öreged\|j\|ék  | öreged\|j\|ék  | öreged\|j\|ünk  | öreged\|j\|etek  | öreged\|j\|enek  |
| CAC>CC    | közöl\|j\|ek   | közöl\|j\|ek   | közöl\|j\|(él)   | közöl\|j\|ön   | közöl\|j\|ön   | közöl\|j\|ünk   | közöl\|j\|etek   | közöl\|j\|enek   |
| Á>Av      | lő\|j\|ek      | lő\|j\|ek      | lő\|j\|(él)      | lő\|j\|ön      | lő\|j\|ön      | lő\|j\|ünk      | lő\|j\|etek      | lő\|j\|enek      |
| st>s      | fes\|s\|ek     | fes\|s\|ek     | fes\|s\|(él)     | fes\|s\|en     | fes\|s\|en     | fes\|s\|ünk     | fes\|s\|etek     | fes\|s\|enek     |
| At>As     | fizes\|s\|ek   | fizes\|s\|ek   | fizes\|s\|(él)   | fizes\|s\|en   | fizes\|s\|en   | fizes\|s\|ünk   | fizes\|s\|etek   | fizes\|s\|enek   |
| sz>v      | e\|gy\|ek      | e\|gy\|ek      | e\|gy\|(él)      | e\|gy\|en      | e\|gy\|en      | e\|gy\|ünk      | e\|gy\|etek      | e\|gy\|enek      |
| Át        | javít\|s\|ak   | javít\|s\|ak   | javít\|s\|(ál)   | javít\|s\|on   | javít\|s\|on   | javít\|s\|unk   | javít\|s\|atok   | javít\|s\|anak   |
| sz>d/v    | alud\|j\|ak    | alud\|j\|ak    | alud\|j\|(ál)    | alud\|j\|ék    | alud\|j\|ék    | alud\|j\|unk    | alud\|j\|atok    | alud\|j\|anak    |
| szt>sz    | halassz\|ak    | halassz\|ak    | halassz\|(ál)    | halassz\|on    | halassz\|on    | halassz\|unk    | halassz\|atok    | halassz\|anak    |

Conjugación Definida
| Tipo Raíz | én           | te             | ő           | mi           | ti                 | ők           | én téged/titeket |
| Tipo Raíz | am/em        | (a)d/(e)d      | a/e         | uk/ük        | átok/étek          | ák/ék?       | alak/elek        |
| --------- | ------------ | -------------- | ----------- | ------------ | ------------------ | ------------ | ---------------- |
| CAC>CC    | közöl\|j\|em | közöl\|j\|(e)d | közöl\|j\|e | közöl\|j\|ük | közöl\|j\|étek     | közöl\|j\|ék | közöl\|j\|elek   |
| Á>Av      | lő\|j\|em    | lő\|j\|(e)d    | lő\|j\|e    | lő\|j\|ük    | lő\|j\|étek        | lő\|j\|ék    | lő\|j\|elek      |
| st>s      | fes\|s\|em   | fes\|s\|(e)d   | fes\|s\|e   | fes\|s\|ük   | fes\|s\|étek       | fes\|s\|ék   | fes\|s\|elek     |
| At>As     | fizes\|s\|em | fizes\|s\|(e)d | fizes\|s\|e | fizes\|s\|ük | fize<;u>s\|s\|étek | fizes\|s\|ék | fizes\|s\|elek   |
| sz>v      | e\|gy\|em    | e\|gy\|ed, edd | e\|gy\|e    | e\|gy\|ük    | e\|gy\|étek        | e\|gy\|ék    | e\|gy\|elek      |
| szt>sz    | halassz\|am  | halassz\|ad    | halassz\|a  | halassz\|uk  | halassz\|átok      | halassz\|ák  | halassz\|alak    |
| Át        | javít\|s\|am | javít\|s\|(a)d | javít\|s\|a | javít\|s\|uk | javít\|s\|átok     | javít\|s\|ák | javít\|s\|alak   |

#### Resumen
|    | Indicativo        | Indicativo        | Indicativo    | Indicativo | Indicativo | Condicional | Condicional | Condicional | Subjuntivo | Subjuntivo | Subjuntivo |
|    | Presente          | Presente          | Presente      | Pasado     | Pasado     | Presente    | Presente    | Presente    | Presente   | Presente   | Presente   |
|    | Indef.            | Indef.            | Def.          | Indef.     | Def.       | Indef.      | Indef.      | Def.        | Indef.     | Indef.     | Def.       |
|    | iktelen           | ikes              |               |            |            | iktelen     | ikes        |             | iktelen    | ikes       |            |
| -- | ----------------- | ----------------- | ------------- | ---------- | ---------- | ----------- | ----------- | ----------- | ---------- | ---------- | ---------- |
| én | ok/ek/ök          | om/em/öm          | om/em/öm      | am/em      | am/em      | ék          | ám/ém       | ám/ém       | ak/ek      | am/em      | am/em      |
| te | (a/e) sz/[o/e/ö]l | (a/e) sz/[o/e/ö]l | od/ed/öd      | ál/él      | ad/ed      | ál/él       | ál/él       | ád/éd       | (ál)/(él)  | (ál)/(él)  | (a)d/(e)d  |
| ő  | 0                 | ik                | ja/i          | 0          | a/e        | a/e         | ék          | á/é         | on/en/ön   | ék         | a/e        |
| mi | unk/ünk           | unk/ünk           | juk/jük       | unk/ünk    | uk/ük      | ánk/énk     | ánk/énk     | ánk/énk     | unk/ünk    | unk/ünk    | uk/ük      |
| ti | tok/tek/tök       | tok/tek/tök       | játok/itek    | atok/etek  | átok/étek  | átok/étek   | átok/étek   | átok/étek   | atok/etek  | atok/etek  | átok/étek  |
| ők | (a)nak/(e)nek     | (a)nak/(e)nek     | ják/ik        | ak/ek      | ák/ék      | ának/ének   | ának/ének   | ák/ék       | anak/enek  | anak/enek  | ák/ék      |
|    | -                 | -                 | (a)lak/(e)lek | -          | alak/elek  | -           | -           | álak/élek   | -          | -          | alak/elek  |

#### Auxiliares
Son varios los verbos que complementan al infinitivo acompañante dándoles un matiz de obligación, necesidad, deseo, etc. A continuación se lista una pequeña muestra.
| Pénz\|t akar\|ok kunyerál\|ni an\|nak a szerencsé\|tlen ipar=kamará\|nak. Dinero quiero mendigar esa\|para la suerte\|in industria=cámara\|para. Quiero mendigar dinero para esa desastrosa cámara industrial. {El kell csal\|ni}. - Hay_que atraerlo. - Közönség\|es gyilkos gonosz=tev\|ő, fegyház\|ba kell\|ene csuk\|ni. -Vulgar asesino criminal, prisión\| habría_que encerrarlo. -Es un vulgar asesino, habría que meterlo en chirona. Igaz\|at kell\|ett ad\|nia az ur\|á\|nak. Razón tendría_que dar el señor\|su\|a. Debería dar la razón a su señor/marido. Fél\|ni kezd\|ett. Temer empezó. Empezó a tener miedo. Kedvenc szava=jár\|ás\|a vol\|t, hogy meg\|hal\|ni sem {ér rá}. Favorita palabra=marcha era, que morir tampoco tenía_tiempo. Su muletilla preferida era que no tenía tiempo ni para morir. Nem szabad pocsék\|ol\|ni eb\|ben a drága világ\|ban. No libre malgastar este\|en el caro mundo\|en. No se puede dilapidar en este caro mundo. Legalább lát\|ni szeret\|ném. Al_menos ver quisiera_la/o. Al menos quisiera verlo/a. -Főz\|ni tud? -¿Cocinar puede? -¿Puede cocinar? |

- szabad no es un verbo sino un adjetivo cuyo significado es libre
- tud forma pareja con el sufijo potencial –hat / -het, pero mientras este último expresa posibilidad, tud expresa conocimiento. Por ejemplo: úszni tud: saber nadar
- Siendo en estos casos el infinitivo el objeto del verbo auxiliar y no pudiendo expresar ni modo ni tiempo, confía dicha tarea al auxiliar como muestra el ejemplo: Legalább lát|ni szeret|ném.

#### Irregulares

##### Jön
|    | Presente | Pasado     | Subjuntivo             | Condicional |
| -- | -------- | ---------- | ---------------------- | ----------- |
| én | jöv\|ök  | jött\|em   | jöjj\|ek               | jönn\|ék    |
| te | jössz    | jött\|él   | jöjj\|él / gyere       | jönn\|él    |
| ő  | jön      | jött       | jöjj\|ön               | jönn\|e     |
| mi | jöv\|ünk | jött\|ünk  | jöjj\|ünk / gyer\|ünk  | jönn\|énk   |
| ti | jöt\|tök | jött\|etek | jöjj\|etek / gyer\|tek | jönn\|étek  |
| ők | jön\|nek | jött\|ek   | jöjj\|enek             | jönn\|ének  |

Participio presente:jöv|ő, pasado:jö|tt, futuro:jöv|endő
Gerundio: jö|ve
Potencial: jö|het

##### Megy
|          | megy      | megy         |
| presente | pasado    |              |
| -------- | --------- | ------------ |
| én       | megy\|ek  | men\|t\|em   |
| te       | mész      | men\|t\|él   |
| ő        | megy      | men\|t       |
| mi       | megy\|ünk | men\|t\|ünk  |
| ti       | men\|tek  | men\|t\|etek |
| ők       | men\|nek  | men\|t\|ek   |

##### Van
|            | van        | van          | van         | van          | van         | van          | van        | van               |
| indicativo | indicativo | indicativo   | condicional | condicional  | condicional | condicional  | subjuntivo |                   |
| presente   | pasado     | futuro       | presente    | pasado       | presente    | pasado       | presente   |                   |
| ---------- | ---------- | ------------ | ----------- | ------------ | ----------- | ------------ | ---------- | ----------------- |
| én         | vagy\|ok   | vol\|t\|am   | lesz\|ek    | le\|nn\|ék   | + volna     | vol\|n\|ék   | + volna    | le\|gy\|ek        |
| te         | vagy       | vol\|t\|ál   | lesz\|el    | le\|nn\|él   | + volna     | vol\|n\|ál   | + volna    | lé\|gy le\|gy\|él |
| ő          | van        | vol\|t       | lesz        | le\|nn\|e    | + volna     | vol\|n\|a    | + volna    | le\|gy\|en        |
| mi         | vagy\|unk  | vol\|t\|unk  | lesz\|ünk   | le\|nn\|énk  | + volna     | vol\|n\|ánk  | + volna    | le\|gy\|ünk       |
| ti         | vagy\|tok  | vol\|t\|atok | lesz\|tek   | le\|nn\|étek | + volna     | vol\|n\|átok | + volna    | le\|gy\|etek      |
| ők         | van\|nak   | vol\|t\|ak   | lesz\|nek   | le\|nn\|ének | + volna     | vol\|n\|ának | + volna    | le\|gy\|enek      |

#### Negación
De los siguientes ejemplos se deduce que...
| 1) Egy kosár\|ra való harisnyá\|t is kap\|ott, hogy üres ide\|jé\|ben ne {un\|ja el} magá\|t. Un cesto\|para való media también obtuvo, que vacío tiempo\|su\|en no aburrir se. También le dieron un cesto lleno de medias para que no se aburriera en su tiempo libre. 2) Jaj, csak már ne látnám azt a ronda, szőke pofá\|já\|t. Ay, solo ya no viera esa la fea, rubia hocico\|su\|. ¡Ay! ¡Ojalá no viera más su feo rubio hocico! 3) Szerencsé\|re még nem {tép\|te szét}, amint dél=után akar\|ta. Suerte\|por todavía no lo_había_despedazado, como por_la_tarde deseaba. Por suerte todavía no lo había destrozado como había deseado por la tarde. 4) -Nem is terít\|esz? ?No también pones_la_mesa? Tampoco pones la mesa? 5) -Remél\|em, nem mond\|tál nek\|i sem=mi\|t. -Espero, no dijiste le nada\|. -Espero que no le dijeras nada. 6) Nem sok remén\|nyel {vág\|ott neki} en\|nek az út\|nak sem. No mucha esperanza\|con emprendió este\| el camino\| tampoco. Tampoco emprendió con mucha esperanza este camino. 7) -Más nincs? ¿Otro no_hay? ¿No hay otro? 8) - A sárkány\|nak nincsen arc\|a. - El cometa\| no_tiene cara. 9) -Nincsenek itthon? - ¿No están en casa? 10) Csak a két=emelet\|es háza {marad\|t meg}, ez se jövedelmez\|ett. Sólo la dos=plantas\|de casa restaba, esta tampoco rendía. Tan sólo restaba la casa de dos plantas y esta tampoco rendía. 11) Se=hol egy függöny, egy fest\|mény. No=donde una cortina, una pintura. Ni cortina ni pintura. 12) Se=hova se jár. No=adonde no pasear. No sale a ningún sitio. 13) Nagy\|obb öröm\|et ak\|kor sem érez\|het\|ett vol\|na, ha egy gyémánt nyak\|ék\|et ígér\|nek neki. Grande\|más placer\| entonces tampoco sentido hubiera, si un diamante cuello\|collar\| hubieran_prometido le. Tampoco hubiera sentido mayor dicha si le hubieran prometido un collar de diamantes. 14) Ilyes=mi\|t sem Wild\|ék\|nél, sem Bartos\|ék\|nál nem lát\|ott. Tal=cosa\| ni Wild\|los\|en_casa_de, ni Bartos\|los\|en_casa_de no vio. No había visto semejante cosa ni en casa de los Wild ni en la de los Bartos. 15) Sen=ki se hitte vol\|na. No=quien no creído hubiera. Nadie lo habría creído. 16) Vizy=né lát\|ván, hogy a külső ajtó\|nál sen=ki sincs, be\|ment az ebéd\|l\|ő\|be. Vizy=mujer viendo, que la exterior puerta\|en nadie no_había entró el almuerzo\|almorzar\|comedor\|en. La mujer de Vizy viendo que no había nadie en la puerta pasó al comedor. 17) Ide sen=ki\|nek se szabad be\|jár\|ni, se nap\|pal, se éjszaka. Aquí nadie no libre entrar, ni de_día, ni de_noche. Nadie puede entrar aquí ni de día ni de noche. 18) Ismer\|ős\|e sincs? ¿Conocer\|conocido\|su no_hay? ¿No conoce a nadie? 19) Soha, amióta {az esz\|é\|t tud\|ta}, nem lát\|ott ilyen komisz dög\|öt. Nunca, desde_que la mente\|su\| conocía, no había_visto tal malvado perezoso. Nunca, desde que tenía uso de razón, había visto tal malvado perezoso. 20) Mogorva, biz\|alm\|atlan hivatal\|nok=ember vol\|t, an\|nak előtt\|e soha sem=mi\|be se avat\|ta feleség\|é\|t. Arisco, desconfiado oficina\|oficinista=persona era, este antes\|de nunca nada\|en no iniciado esposa\|su\|a. Era un oficinista arisco y desconfiado, nunca antes había iniciada a su esposa en nada. 21) Az asszony soha sincs otthon. La señora nunca está en casa. 22) Vizy sok\|szor el\|ment e fal=ragasz mellett, de igazán soha=se mer\|te meg\|néz\|ni. Vizy muchas\|veces había_ido este cartel junto, pero en_verdad nunca había_osado mirarlo. Vizy había pasado muchas veces junto a ese cartel pero nunca había verdaderamente osado mirarlo. |

- La negación del imperativo / subjuntivo y las oraciones desiderativas es ne (1-2) y nem para el resto de los casos (3-6)
- La negación de van es nincs(en) (7-8)
- La negación de vannak es nincsenek (9)
- se(m), sincs(en), sincsenek se usan para dar énfasis, para significar tampoco (10, 13, 18) y tras pronombres o adverbios negativos (6, 12, 15-17, 20-21)
- La doble negación (12, 15-17, 19,  21-22) así como la triple (20), cuádruple, etc. siguen siendo negaciones
- Se pueden negar verbos en cuyo caso el prefijo verbal se escinde (1, 3) o bien otras partes de la oración (6)
- La estructura ni... ni... se traduce por se(m)... se(m)... (14)
- soha=se es por sí misma doble negación

### Posposiciones
Indeclinables
Declinables(Pronombre personal) + Posposición + Sufijo posesivo
| pron. pers. | (én)          | (te)          | (ő)           | (mi)          | (ti)          | (ő)           | Español              |
|             | -Posposición- | -Posposición- | -Posposición- | -Posposición- | -Posposición- | -Posposición- | Español              |
| suf. pos.   | (a)m (e)m     | (a)d (e)d     | (j)a (j)e     | (u)nk (ü)nk   | (a)tok (e)tek | (j)uk (j)ük   | Español              |
| ----------- | ------------- | ------------- | ------------- | ------------- | ------------- | ------------- | -------------------- |
| En          | alatt\|am     | alatt\|ad     | alatt\|a      | alatt\|unk    | alatt\|atok   | alatt\|uk     | debajo de mi/ti/...  |
| En          | előtt\|em     | előtt\|ed     | előtt\|e      | előtt\|ünk    | előtt\|etek   | előtt\|ük     | frente a mi/ti/...   |
| En          | helyett\|em   | helyett\|ed   | helyett\|e    | helyett\|ünk  | helyett\|etek | helyett\|ük   | en mi/tu/... lugar   |
| En          | iránt\|am     | iránt\|ad     | iránt\|a      | iránt\|unk    | iránt\|atok   | iránt\|uk     | hacia/por mi/ti/...  |
| En          | miatt\|am     | miatt\|ad     | miatt\|a      | miatt\|unk    | miatt\|atok   | miatt\|uk     | por mi/tu/... causa  |
| En          | nélkül\|em    | nélkül\|ed    | nélkül\|e     | nélkül\|ünk   | nélkül\|etek  | nélkül\|ük    | sin mi/ti/...        |
| En          | szerint\|em   | szerint\|ed   | szerint\|e    | szerint\|ünk  | szerint\|etek | szerint\|ük   | en mi/tu/... opinión |
| Desde       | alól\|am      | alól\|ad      | alól\|a       | alól\|unk     | alól\|atok    | alól\|uk      |                      |
| Desde       | elől\|em      | elől\|ed      | elől\|e       | elől\|ünk     | elől\|etek    | elől\|ük      |                      |
| Hacia       | alá\|m        | alá\|d        | alá(ja)       | alá\|nk       | alá\|tok      | alá\|juk      |                      |
| Hacia       | elé\|m        | elé\|d        | elé(je)       | elé\|nk       | elé\|tek      | elé\|jük      |                      |

Los prefijos verbales pueden combinarse con felé formando adverbios de lugar: haza|felé:camino de casa, be|felé:hacia dentro, etc.
Que exigen un caso distinto al nominativo
| Régimen      | Sufijo          | Posposiciones                                          |
| ------------ | --------------- | ------------------------------------------------------ |
| Ablativo     | tól / től       | fog\|va, kezd\|ve                                      |
| Alativo      | hoz / hez / höz | hasonl\|ó\|an, képest                                  |
| Delativo     | ról / ről       | néz\|ve                                                |
| Instrumental | val / vel       | együtt, szemben                                        |
| Sublativo    | ra / re         | néz\|ve                                                |
| Superesivo   | n               | át, belül, felül/fölül, innen, kereszt\|ül, kívül, túl |

| Ejemplos |
| --- |
| Waldeck-Rousseau-t kezdet\|től fog\|va rossz\|ul kezel\|ték orvos\|ai Waldeck-Rousseau\|a principio\|desde mal trat\|aban médico\|s_sus A művész\|ek\|et az akkor\|i viszony\|ok\|hoz képest jól fizet\|ték Los artista\|s\|a las entonces condición\|es para bien pag\|aban Los artistas eran bien pagados para la condiciones de la época Csillag\|ok, melyek\|nek foto-szférá\|ja Nap\|unk\|é\|hoz hasonl\|ó\|an már erős\|ebb abszorpció\|t lét\|es\|ít Estrella\|s, cuya fotoesfera Sol\|nuestro\|la_de\|a similarmente ya fuerte\|más absorción crea Nov. 10-én sereg\|é\|vel együtt át\|men\|t a Jordán viz\|é\|n Noviembre 10-de ejército\|su\|con junto cruz\|ó el Jordan agua\|de\|sobre El 10 de noviembre cruzó con su ejército las aguas del Jordán Csupa tréfá\|ból át\|tánc\|ol\|t a hál\|ó\|n át a lak\|ás\|ba, kör\|be-kör\|be Mera broma\|por cruzó\|bailando la habitación la casa\|hacia, girando-girando Bromeando cruzó bailando la habitación hacia la casa, girando Ak\|kor is {össze kell hív\|ni} a Köz-gyűl\|és\|t 15 nap\|on belül, ha az\|t a bíró\|ság el\|rend\|el\|i Entonces también {hay que convocar} la General-asamblea 15 día dentro_de, si eso el tribunal decreta Entonces hay que convocar a la Asamblea General dentro de 15 días, si lo decreta el tribunal A Magyar-vár\|on felül a Tömös völgy\|e dél-irány\|ba tovább huz\|ód\|ik El Húngaro-castillo por_encima el Tömös valle\|de sur-dirección\|en más se_extiende Brewer Lőrinc negy\|ven esztendő\|n keresztül vezet\|t\|e nyom\|dá\|já\|t Brewer Lőrinc cuarenta años durante dirigió imprenta\|su Lőrinc Brewer dirigió su imprenta durante cuarenta años Hét görög ki\|ad\|vány\|á\|n kívül 9 latin nyelv\|ű szöveg-ki\|ad\|ás\|a is fenn\|marad\|t Siete griega edición\|su además_de 9 latin lengua\|en texto-edición\|de también se_conservaron Además de sus siete ediciones griegas, se han conservado 9 latinas |

ComplejasCompuestas por nombre + posesivo + caso
| Ejemplos |
| --- |
| A jöv\|õ történet-író\|i szám\|á\|ra élünk El futuro historia-escritor\|es_de para viv\|mos Vivimos para los historiadores del futuro Gáthy kis rekedt\|ség\|e ellen\|é\|re is szép\|en ének\|el\|t, taps\|ok\|at kap\|ott Gáthy pequeña afonía a_pesar_de incluso bella\|mente cant\|ó, aplauso\|s obtuvo A pesar de su pequeña afonía Gáthy cantó bellamente, siendo aplaudida A tükör hátulsó rész\|é\|re tű\|vel ez vol\|t fel\|ír\|va. El espejo trasero parte\|de\|sobre aguja\|con esto estaba escrito. Esto estaba grabado con una aguja en la parte posterior del espejo. De a választ\|ás folyam\|á\|n meg\|győződ\|t\|ünk ar\|ról, hogy... Pero las elecciones durante nos_convencimos eso\|sobre, que... Pero durante las elecciones nos convencimos de que... Az elsõ este fõ-képpen Székely Irén jóvolt\|á\|ból teljes siker\|t jelent La primera noche principalmente Székely Irén gracias_a completo éxito significa La primera noche supuso un éxito completo especialmente gracias a Irén Székely A leg\|utóbbi differenciá\|k következt\|é\|ben falu\|ra vonul\|t. Las última diferencia\|s debido_a pueblo\|a se_retiró. Debido a las últimas diferencias se retiró a un pueblo. A rét a patak ment\|é\|n tele van már sárga, fény\|es level\|ű virág\|gal. El prado el arroyo a_lo_largo_de lleno está ya amarilla, luminosa hoja\|de flor\|con. El prado está lleno de flores de hoja amarilla y luminosa a lo largo del arroyo. Jókai Mór rév\|é\|n meg\|tanul\|n\|á talán a szégyen\|kez\|és\|t Jókai Mór por_conducto_de aprendería quizás la vergüenza Nehéz, meg\|próbá\|l\|t esztendő\|k sor\|á\|n {figyel\|t\|em meg} a pók\|ot. Difícil(es), ensayado año\|s durante observé la araña. ...mely a darwin\|i „ki\|választ\|ás törvény\|e” útj\|á\|n {jö\|tt létre} ... que la Darwin\|de selección ley\|de por se_formó ... que se formó por mediación de la ley de selección de Darwin |

### Adverbios
Demostrativos
|                  | En      | Desde                                       | Hacia                                 | Entonces        | Así                           |
| ---------------- | ------- | ------------------------------------------- | ------------------------------------- | --------------- | ----------------------------- |
| - am-/em- ugyan- | itt ott | innen onnan er\|ről ar\|ról et\|től at\|től | ide oda er\|re ar\|ra edd\|ig add\|ig | ek\|kor ak\|kor | így úgy ek\|képpen ak\|képpen |

Interrogativos
|                          | ¿Dónde? | ¿De dónde?               | ¿A dónde?             | ¿Cómo?              | ¿Cuándo? |
| ------------------------ | ------- | ------------------------ | --------------------- | ------------------- | -------- |
| - a- vala- se- akár bár- | hol     | honnan mer\|ről met\|től | hova mer\|re medd\|ig | hogy(an) mi\|képpen | mi\|kor  |

## Sintaxis
El orden de una oración básica húngara es sujeto, predicado y objeto.
No es absolutamente necesario especificar el sujeto.
Además, el orden de las palabras no sólo puede ser el ya introducido, es decir, éste es determinado en primer lugar no por reglas sintácticas sino por factores pragmáticos.
La información que se desea destacar –el foco- se coloca justo delante del verbo conjugado.
Si el mismo verbo es el foco, entonces este se ubica al principio de la sentencia.
Una oración generalmente consta de cuatro piezas:
de tópico (tema), foco, verbo y otros complementos
El tópico y el complemento pueden contener cualquier número de locuciones, mientras que el foco solo una.
Así, la oración húngara János el|vi|tt tegnap két könyv|et Péter|nek:János llevó ayer dos libro(s) a Péter puede tener los siguientes matices semánticos si el foco es ocupado por el verbo, János, Péter, két könyv o tegnap:
| Tópico(s)   | Tópico(s) | Foco        | Verbo   | Complementos                       | Significado especial |
| ----------- | --------- | ----------- | ------- | ---------------------------------- | --- |
| János       | tegnap    | ∅           | elvitt  | két könyvet Péternek.              | La acción tuvo éxito, no hay un significado destacado particular.                                                                             |
| János       | tegnap    | két könyvet | vitt el | Péternek.                          | Se destaca que Janos llevó "dos libros" ni más ni menos a Péter.                                                                              |
| János       | ∅         | tegnap      | vitt el | két könyvet Péternek.              | "Ayer" fue el día en que János llevó los libros a Péter. (La audiencia ya está al tanto del trasiego, no sobre la fecha)                      |
| ∅           | ∅         | János       | vitt el | tegnap két könyvet Péternek.       | No otro sino "János" llevó los dos libros a Péter.                                                                                            |
| ∅           | ∅         | Péternek    | vitt el | tegnap János két könyvet.          | "Péter" fue, quien recibió los dos libros de János.                                                                                           |
| János       | tegnap    | Péternek    | vitt el | két könyvet.                       | El oyente sabe que János llevó dos libros a alguien, la parte destacada es que Péter los recibió, nadie más.                                  |
| ∅           | ∅         | ∅           | Elvitt  | János tegnap két könyvet Péternek. | La acción terminó exitosamente, los libros ya están en poder de Péter.                                                                        |
| Két könyvet | tegnap    | ∅           | elvitt  | János Péternek.                    | Dos libros "realmente" llevó János ayer a Péter, pero puede ser que algo más, así como es posible que los libros no fueran lo más importante. |
| ∅           | ∅         | Két könyvet | vitt el | János tegnap Péternek.             | János únicamente llevó "dos libros" ayer a Péter, nada más.                                                                                   |

El tópico contiene por tanto la pieza de información considerada conocida por el hablante, sirve de introducción al predicado.
El foco llama la atención sobre la categoría o presumida o desconocida de una parte del caso, excluyendo de la validez de la afirmación al resto de personas relacionadas.
Si existe foco, el prefijo verbal se coloca tras el verbo (vitt el en vez de elvitt)
Si el verbo no tiene prefijo, el escrito puede ser ambiguo, ya que las palabras que preceden al verbo pueden ser tópico o foco por igual.
Por ejemplo en la frase Éva szereti a virágokat:Éva ama las flores, Éva puede ser por igual el tópico átono, pero puede ser el foco también.
En este caso significa que Éva (y no otra) es quien ama las flores.

## Texto
El texto es un relato original de Dezső Kosztolányi sin recortes ni simplificaciones.
| Az az ember |
| --- |
| AZ EMBER. Aquel el hombre. Aquel hombre. Van egy ember, aki\|vel állandó\|an talál\|koz\|om. Hay un hombre, el_que\|con constante\|mente encontrar\|me\|yo. Hay un hombre con el que me encuentro constantemente. Én nem=igen szok\|tam törőd\|ni a jár\|ó=kel\|ő\|k\|kel, villam\|os-szomszéd\|jaim\|mal. Yo no=si suelo preocuparme los transeúnte\|s\|con, tranvía-vecino\|mis\|con. Yo no suelo preocuparme mucho con los transeúntes, con mis vecinos de tranvía. Ők men\|nek a dolg\|uk után, én is megy\|ek a magam dolg\|a után. Ellos van cosa\|su después, yo también voy la propia\|mi cosa\|le después. Ellos hacen/siguen sus cosas, yo también hago/sigo mis cosas. De ez az ember egész\|en más. Pero este el hombre completa\|mente distinto. Pero este hombre es completamente distinto. A\|mi\|kor elő\|ször {pillant\|ottam meg} az utcá\|n, Cuando primera\|vez {lo_vi} la calle\|en, Cuando por primera vez lo vi en la calle, egy vég\|zet\|es, szám\|om\|ra feled\|het\|etlen nap\|on, már öt-hat év\|e en\|nek, Un aciago mi\|para in\|olvidable día\|en, ya cinco-seis año\|su esto\|de Un día aciago e inolvidable para mí, esto hace ya cinco o seis años, egy\|szer\|re {szög\|et üt\|ött fej\|em\|be}, vajon ki le\|het? Una_vez\|de clavo pegó cabeza\|mi\|en, que_si quién puede_ser? De pronto se me ocurrió, quién podía ser? Nem ismer\|tem ő\|t, mint ahogy ma sem ismer\|em. No conocí lo, como hoy tampoco lo_conozco. No lo conocía, como hoy tampoco lo conozco. Úgy érez\|tem azonban, hogy már lát\|tam vala\|hol. Así sentí pero, que ya lo_había_visto en_algún_sitio. Sentía sin embargo que ya lo había visto en algún sitio. Ak\|kor nyilván még csak téved\|tem. Entonces por_lo_visto todavía solo me_equivoqué. Entonces obviamente solo me equivoqué. An\|nál kevésbé az-óta. Az-óta csak-ugyan lát\|om itt és ott, minden-ütt. Cuanto menos eso desde. Eso desde verdaderamente lo_veo aquí y allí, en_todas_partes. Menos desde entonces. Desde entonces de veras lo veo aquí y allí, por todas partes. Ha reggel ki\|lép\|ek az utcá\|ra, okvetlenül elé\|m jön, Si por_la_mañana salgo la calle\|a falta\|sin delante\|mío viene. Si por la mañana salgo a la calle, sin falta viene a recibirme. s est\|ig talál\|koz\|om vel\|e át\|lag öt\|ször-hat\|szor. y tarde\|hasta me_encuentro con_él una_media_de cinco\|veces-seis\|veces. y hasta la tarde/noche me encuentro con él unas cinco o seis veces. Sok\|kal inkább foglal\|koz\|tat\|ott, sok\|kal inkább lat\|ba vetet\|tem az es\|het\|ő\|ség\|ek\|et, mucho\|con mejor interesó[me], mucho\|con mejor consideré la posibili\|dad\|es cada vez más curiosidad me daba, cada vez más consideraba las posibilidades sem-hogy ez\|t a véletlen\|ek puszta össze\|játsz\|ás\|á\|nak tekint\|het\|ném, ni-que esto la casualidad\|es pura inter\|acción\|su\|a pudiera_considerarlo, que ni podía atribuirlo a la pura interacción de casualidades, s annyi\|t máris meg\|állapít\|ottam, hogy nem lak\|hat\|unk egy környék\|en, y tanto ya determiné que no vivir\|pod\|emos un barrio\|en, y lo que determiné es que no podíamos vivir en el mismo barrio, érdeklőd\|és\|i kör\|ünk hivat\|ás\|unk, társa\|ság\|unk sem-mi es\|et\|re sem egy. Interés círculo\|nuestro profesión\|nuestra, compañía\|nuestra ningún caso\|en tampoco uno. Nuestro interés, profesión, compañía en ningún caso es lo mismo. En\|nek ellen\|é\|re gyakr\|an meg\|es\|nek ilyes-mi\|k. Esto\|de contra\|su\|en frecuente\|mente ocurr\|en tales\|cosa\|s. A pesar de esto, tales cosas ocurren frecuentemente. Dél\|ben észre\|vesz\|em ő\|t a korz\|ó\|n. Medío_día\|a diviso lo el paseo\|en. Al mediodía lo diviso en el paseo. Hir\|telen {el kell fut\|nom} a vár\|os másik rész\|é\|be, Noticia\|sin {debo correr} la ciudad otra parte\|de\|a. De pronto debo correr a otra parte de la ciudad. egy ferencvár\|os\|i szállít\|ó-vállal\|at\|hoz, vala\|mi illet\|ék\|et ki\|fizet\|ni. Un Ferencváros\|de transporte-empresa\|a alguna tasa saldar. a una empresa de transportes de Ferencváros para pagar alguna tasa. Mi\|re oda\|ér\|ek, kocsi\|ban robog előtt\|em. Cuando\|para allí\|lleg\|o, coche\|en circula delante\|de_mí. Para cuando llegó allí, circula en coche delante de mí. Dél-után temet\|és\|en vagy\|ok, köz\|ben meg\|fájdul a fog\|a\|m, Medio_día-después enterrar\|entierro\|en estoy, mientras me_empieza_a_doler el diente\|mi, Por la tarde estando en (un) entierro, empiezan a dolerme los dientes. siet\|ve keres\|ek egy patiká\|t, a temet\|ő\|höz közel, akár\|milyen\|t. correr\|corriendo busc\|o una farmacia, el enterrar\|cementerio\|de cerca, cualquiera. Busco corriendo una farmacia cerca del cementerio, cualquiera. Amint be\|rohan\|ok a patiká\|ba és aszpirin\|t kér\|ek a gyógy-szer\|ész\|től, Según entro\|corriendo la farmacia\|en y aspirina pido el farmacéutico\|a, Según entro corriento en la farmacia y pido aspirinas al farmacéutico, ki más ül ott\|an egy szék\|ben, séta-bot\|já\|ra támasz\|kod\|va? quién otro está_sentado allí una silla\|en paseo-bastón\|su\|en apoy\|ado? quien si no está sentado allí en una silla apoyado en su bastón de paseo? Az az ember. Aquel el hombre. Aquel hombre. Az az ember, aki\|t nem ismer\|ek, az ember, aki\|t le\|néz\|ek, utál\|ok, Aquel el hombre, que no conozco, aquel el hombre, que desprecio, odio, Aquel hombre, que no conozco, aquel hombre que desprecio, odio, aki fel\|dúl\|ja ideg\|zet\|em, nem hagy gondol\|koz\|ni, alud\|ni, lélegz\|eni. que turba mis nervios, no deja[me] pensar, dormir, respirar. que turba mis nervios, no me deja pensar, dormir ni respirar. Nem fel\|tűn\|ő. No llamativo. No es llamativo. Hiszen ha fel\|tűn\|ő vol\|na. Pues si llamativo fuera. Sok\|kal {jo\|bb modor\|ú}. Mucho\|con mejor educado. Sería mucho más educado. Mindig szerény\|en halad mellett\|em, szinte {meg se lát}, Siempre humilde\|mente marcha junto\|a_mí, casi ni_me_ve, Siempre camina humildemente junto a mí, apenas me percibe, de ott van szín-ház\|i fő-próbá\|k\|on, bélyeg-keres\|ked\|és\|ek\|ben, Pero allí está teatra\|l general-ensayo\|s\|en, sello-comercio\|s\|en, Pero allí está en los ensayos generales teatrales, en los estancos, föld-alatt\|i meg\|áll\|ó-hely\|ek\|en, a Gellért-hegy tete\|jé\|n, tierra-bajo\|de parada-sitio\|s\|en, Gellért-montaña cima\|de\|en, en las estaciones del sub-terrá\|neo (metro), en la cima de la montaña Gellért, tűz-vész\|ek\|en és elem\|i iskola\|i vizsgá\|k\|on, mindig ugyan-ott, ahol én. fuego-catástrofe\|s\|en y element\|al escuela\|escolar examen\|es\|en, siempre mismo-allí, donde yo. en los incendios y exámenes de la escuela elemental, siempre allí mismo, donde yo (estoy). Nyár\|on két hónap\|ig nem lát\|tam ismer\|ős arc\|ok\|at. Verano\|en dos meses\|por no vi conocida cara\|s. En Verano no vi caras conocidos por dos meses. Grenoble-ból ki\|rándul\|tam az alpes\|i hegy\|ek\|be. Grenoble-desde hice_una_excursión las alpes\|alpinas montaña\|s\|a. Desde Grenoble hice una excursión a los Alpes. Útközben a gépszekér meg\|állapod\|ott egy {isten hát\|a mögött\|i} falu\|ban, Camino-durante el conductor paró un {donde Cristo dio las tres voces} pueblo\|en, En el camino el conductor paró en un pueblo donde Cristo dio las tres voces, hogy ebéd\|el\|jünk. que almorz\|áramos. que almorzáramos. A több\|i ki\|rándul\|ó\|val egy-ütt én is le\|száll\|ottam, egy kis kávé-ház\|ba tértem, Los otros excursionista\|con junto yo también me_apeé, un pequeño café-casa\|a llegué, Junto con los otros excursionistas, también yo me apeñe, me fui a una pequeña cafetería, hol Francia munká\|s\|ok vörös bor\|t i\|ttak, s fehér kenyer\|et rág\|tak hozzá. donde francés trabajador\|es tinto vino bebían, y blanco pan masticaban para_él. donde obreros franceses bebían vino tinto y masticaban pan con el mismo. Mindjárt a be\|jár\|at\|nál egy úr ül\|t, természet\|es\|en, Justo la entrada\|en un señor estaba_sentado, naturalmente, Justo en la entrada estaba un señor sentado, naturalmente, szinte magá\|tól értetőd\|ő\|en, s új\|ság\|ot olvas\|ott. Meg\|dermed\|tem. Ő vol\|t. casi por_sí comprend\|iente\|mente y periódico leía. Él era. casi obviamente, leía un periódico. Era él. Mond\|anom sem kell, hogy mi\|kor ősz elejé\|n haza\|jö\|ttem, elő\|ször is belé\|je botl\|ottam. Decir\|yo tampoco hay_que, que cuando otoño principio\|a casa\|regres\|é, lo_primero también con_él tropecé. Ni que decir tiene que cuando a principios de otoño regresé a casa, lo primero que hice fue tropezar con él. Et\|től kezd\|ve a hely\|zet csak rossz\|abb\|od\|ott. Esto\|desde empez\|ando la situación solo empeor\|ó. Desde entonces la situación solo empeoró. Most már úgy nyüzsög körül\|öttem, mint-ha három-ezer példá\|ny\|ban {forog\|na közkézen}. Ahora ya así pulula alrededor\|de_mí, como-si tres-mil ejemplar\|en {circulara de mano en mano} Ahora ya pulula alrededor de mí como si circulara de mano en mano en tres mil ejemplares. Ha ki\|tekint\|ek az ablak\|on, a jár\|dá\|n szalad, Si miro la ventana\|por, la acera\|por corre, Si miro por la ventana, está corriendo por la acera, minden kocsi\|ban és föl\|von\|ó\|ban ő terpesz\|ked\|ik. cada coche\|en y ascensor\|en él está_tumbado. en cada coche y ascensor está él tumbado. El\|visel\|het\|etlen. Soport\|able\|in. Insoportable. Vég\|re is nem bír\|tam a titk\|ot {mag\|am\|ba fojt\|ani}; ismer\|ős\|eim\|hez fordul\|tam. Fin\|por también no podía el secreto {contenerlo}; conocido\|s_mis\|a dirigí. Por fin no pudiendo contener el secreto; me dirigí a mis conocidos. Le\|ír\|tam személy\|é\|t, ruhá\|zat\|á\|t, szok\|ás\|ai\|t. Describí persona\|su, atuendo\|su, costumbre\|s_sus. Describí su persona, su atuendo, sus costumbres. Mind-egy\|ik ismer\|ős\|öm el\|mosoly\|od\|ott, Todos conocido\|mi sonrisa_pusieron\|se, Todos mis conocidos se pusieron a sonreír, mind-egy\|ik szem\|é\|ben az emlék\|ez\|és fény\|e {villan\|t fel}, s mind-egy\|ik így szól\|t: todos ojo\|de\|en la recuerdo luz\|de lució, y todos así dijeron: en los ojos de todos lució la luz del recuerdo y así dijeron: - Ja, az? ¡Ah! ¿Aquel? Az\|t én is folyton lát\|om. Aquel\|a yo también continuamente veo\|lo. A aquel yo también lo veo siempre. Te is? ¿Tú también? Érdek\|es. Interesante. Év\|ek óta tör\|öm a fej\|em, hogy ki le\|het? Año\|s hace me_rompo la cabeza\|mi, que quién ser\|puede? Hace años que me rompo la cabeza pensando quién puede ser |

## Bibliografía

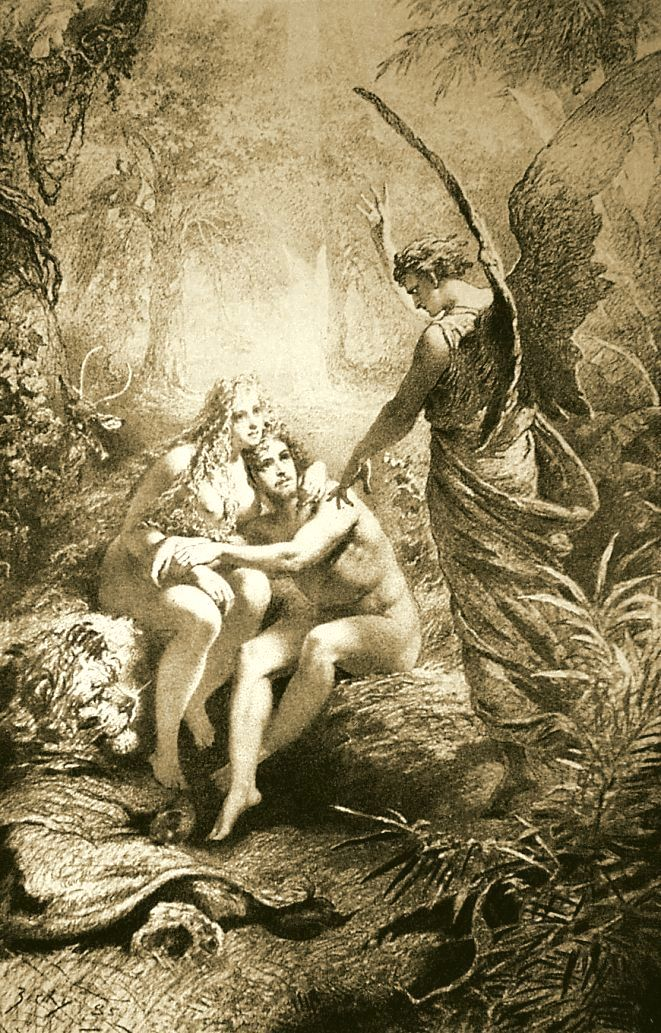
Ilustración de Mihály Zichy para La tragedia del hombre, del dramaturgo Imre Madách.